# Moissac-Bellevue
Pour les articles homonymes, voir Moissac (homonymie).
Moissac-Bellevue est une commune française située dans le département du Var, en région Provence-Alpes-Côte d’Azur.
Le nom Moissac existe depuis le XIIIe siècle, et « Bellevue » a été ajouté en 1932 pour éviter toute confusion avec la ville du même nom située en Tarn-et-Garonne.

## Géographie

### Localisation
La commune est localisée au nord du département du Var et proche du département des Alpes-de-Haute-Provence (vingt kilomètres).
À cinq kilomètres d’Aups, trois kilomètres de Régusse et à vingt kilomètres de Bauduen (lac de Sainte-Croix).

### Géologie et relief

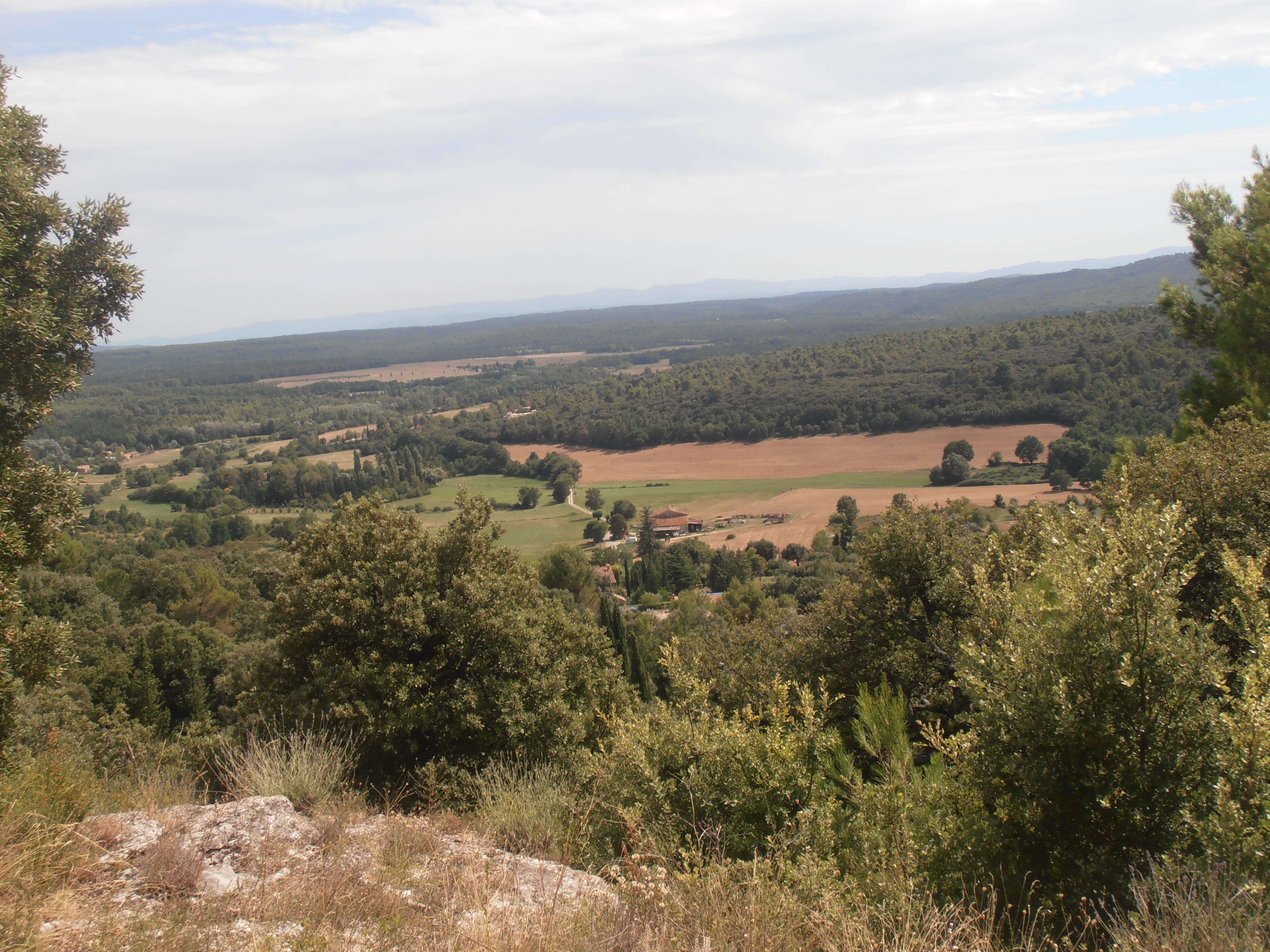
Paysage préservé du massif des Maures, la Sainte-Baume,...

Le village est situé sur une colline qui domine de ses 579 mètres une plaine agricole encadrée au nord par les collines du Défens et de la chaîne des Cuguyons (982 m) et au sud par la forêt de Pélenc (500 m).
La superficie de la commune est de 2 059 hectares dont 361 hectares de forêt communale et 762 hectares en forêt domaniale de Pélenc. Ces espaces boisés font partie de la région forestière « Plateaux de Provence »
La commune est membre du parc naturel régional du Verdon
Elle est décrite comme "Cités et villages étagés sur des versants" est considérée comme commune de moyenne montagne, est de par ses caractéristiques, soumise à la loi Montagne.

### Voies de communications et transports

#### Voies routières
Commune desservie par la D 9 qui relie Aups (cinq kilomètres) à Montmeyan (dix kilomètres).

#### Transports en commun
Outre les transports scolaires, la commune est desservie par plusieurs lignes de transport en commun.
En effet les collectivités territoriales ont mis en œuvre un « service de transports à la demande » (TAD), réseau régional Zou !.
Les lignes interurbaines :
- Lignes de transports Zou !. La Région Sud est la collectivité compétente en matière de transports non urbains, en application de la loi NOTRe (Nouvelle Organisation Territoriale de la République).

### Hydrographie et les eaux souterraines
La municipalité a procédé, en 1860, à l’achat d’une source près de Vérignon sur le territoire de la commune d’Aups à 11 km du village.
Les travaux de canalisation et la construction de la fontaine furent terminés en 1875 grâce à la vente de la forêt de Pelenc à l'État.
La commune de Moissac-Bellevue est alimentée par le syndicat du Haut Var à partir de la source de Fontaine l’Evêque située sous 70 mètres d'eau dans le lac de Sainte-Croix, et la station de production de Montmeyan Plage qui pompe l’eau dans deux forages.
La surveillance des eaux, :
- Masses d'eau superficielles directement impactées (traversant la commune) : vallon de l'Oure ;
- Masses d'eau indirectement impactées (le territoire communal fait partie du bassin versant) :
  - lac de Sainte-Croix et retenue du barrage de Quinson,
  - rivières : La Bresque et ravin de la Combe ;
- Masses d'eaux souterraines impactées par la commune : plateaux calcaires Plan de Canjuers et Fayence.

Station d'épuration :
La commune dispose d'une nouvelle station d'épuration, inaugurée le 10 décembre 2021, d'une capacité de 250 Équivalent-habitant. Elle utilise notamment une aire plantée de roseaux pour le traitement et a remplacé une installation construite dans les années 1970 et devenue vétuste.

### Climat
Pour des articles plus généraux, voir Climat de Provence-Alpes-Côte d'Azur et Climat du Var.
En 2010, le climat de la commune est de type climat méditerranéen altéré, selon une étude du Centre national de la recherche scientifique s'appuyant sur une série de données couvrant la période 1971-2000. En 2020, Météo-France publie une typologie des climats de la France métropolitaine dans laquelle la commune est exposée à un climat méditerranéen et est dans la région climatique  Provence, Languedoc-Roussillon, caractérisée par une pluviométrie faible en été, un très bon ensoleillement (2 600 h/an), un été chaud (21,5 °C), un air très sec en été, sec en toutes saisons, des vents forts (fréquence de 40 à 50 % de vents > 5 m/s) et peu de brouillards. 
Pour la période 1971-2000, la température annuelle moyenne est de 12,3 °C, avec une amplitude thermique annuelle de 16,2 °C. Le cumul annuel moyen de précipitations est de 829 mm, avec 6,4 jours de précipitations en janvier et 3,3 jours en juillet. Pour la période 1991-2020, la température moyenne annuelle observée sur la station météorologique de Météo-France la plus proche, « Regusse », sur la commune de Régusse à 3 km à vol d'oiseau, est de 13,5 °C et le cumul annuel moyen de précipitations est de 717,9 mm. 
La température maximale relevée sur cette station est de 40,9 °C, atteinte le 28 juin 2019 ; la température minimale est de −10,3 °C, atteinte le 13 février 2012,,. 
Les paramètres climatiques de la commune ont été estimés pour le milieu du siècle (2041-2070) selon différents scénarios d'émission de gaz à effet de serre à partir des nouvelles projections climatiques de référence DRIAS-2020. Ils sont consultables sur un site dédié publié par Météo-France en novembre 2022.

### Sismicité et risques naturels
Il existe trois zones de sismicité dans le Var :
- Zone 0 : Risque négligeable. C'est le cas de bon nombre de communes du littoral varois, ainsi que d'une partie des communes du centre Var. Malgré tout, ces communes ne sont pas à l’abri d’un effet tsunami, lié à un séisme en mer ;
- Zone Ia : Risque très faible. Concerne essentiellement les communes comprises dans une bande allant de la montagne Sainte-Victoire au massif de l'Esterel ;
- Zone Ib : Risque faible. Ce risque, le plus élevé du département mais qui n'est pas le plus haut de l'évaluation nationale, concerne 21 communes du nord du département.

La commune de Moissac-Bellevue est en zone sismique de très faible risque Ia.
Elle n’a fait l’objet d’aucun arrêté de reconnaissance de l’état de catastrophe naturelle relatif aux mouvements de terrain différentiels consécutifs à la sécheresse et à la réhydratation des sols. D’autre part, aucun sinistre lié au phénomène n’a été recensé dans le cadre de la cartographie de l’aléa retrait-gonflement des sols argileux, réalisée en 2007.

## Urbanisme

### Typologie
Au 1er janvier 2024, Moissac-Bellevue est catégorisée commune rurale à habitat dispersé, selon la nouvelle grille communale de densité à sept niveaux définie par l'Insee en 2022.
Elle appartient à l'unité urbaine de Régusse, une agglomération intra-départementale regroupant deux  communes, dont elle est une commune de la banlieue,,. La commune est en outre hors attraction des villes,.

### Occupation des sols
L'occupation des sols de la commune, telle qu'elle ressort de la base de données européenne d’occupation biophysique des sols Corine Land Cover (CLC), est marquée par l'importance des forêts et milieux semi-naturels (81,6 % en 2018), en diminution par rapport à 1990 (85,9 %). La répartition détaillée en 2018 est la suivante : 
forêts (61,2 %), milieux à végétation arbustive et/ou herbacée (20,3 %), terres arables (7,7 %), zones urbanisées (4,9 %), zones agricoles hétérogènes (4,6 %), cultures permanentes (1,2 %). L'évolution de l’occupation des sols de la commune et de ses infrastructures peut être observée sur les différentes représentations cartographiques du territoire : la carte de Cassini (XVIIIe siècle), la carte d'état-major (1820-1866) et les cartes ou photos aériennes de l'IGN pour la période actuelle (1950 à aujourd'hui).

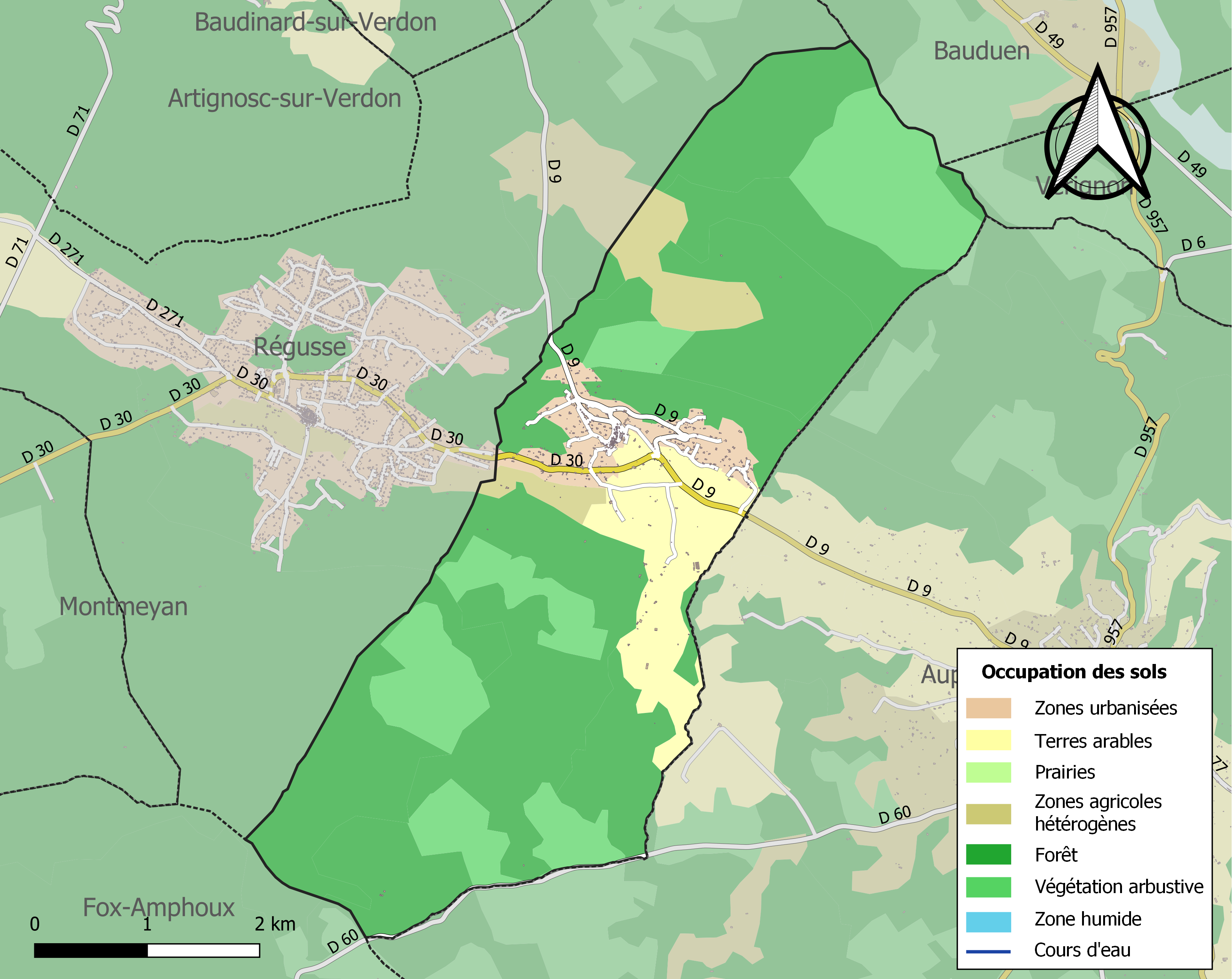
Carte des infrastructures et de l'occupation des sols de la commune en 2018 (CLC).

### Les prescriptions spéciales du plan local d'urbanisme
En application de l'article L151-19 du Code de l'Urbanisme, le plan local d'urbanisme prévoit des prescriptions spéciales pour « identifier et localiser les éléments de paysage et identifier, localiser et délimiter les quartiers, îlots, immeubles bâtis ou non bâtis, espaces publics, monuments, sites et secteurs à protéger, à conserver, à mettre en valeur ou à requalifier pour des motifs d'ordre culturel, historique ou architectural et définir, le cas échéant, les prescriptions de nature à assurer leur préservation, leur conservation ou leur restauration ». La liste des sites ou éléments du patrimoine reconnus par la commune sont les suivants :
Schéma de cohérence territoriale (SCoT)
- Un projet de périmètre de schéma de cohérence territoriale (SCOT) Var Ouest concernant Sillans, Salernes, Villecroze, Tourtour, Aups, Moissac, Régusse, Artignosc, Bauduen[32] avait été envisagé mais n'a pas eu de suite, du fait du rattachement à la  Communauté d'agglomération dracénoise CAD de Saint-Antonin-du-Var, Salernes et Sillans-la-Cascade. Puis un nouveau projet avait été imaginé concernant le Verdon Var Ouest[33].
- Mais, à l'issue de son élargissement à 16 communes, dont 15 situées en zone montagne (sauf Villecroze), et de l'abandon du projet de 2012, la Communauté de communes Lacs et Gorges du Verdon a décidé d'engager la procédure d'élaboration d'un schéma de cohérence territoriale (SCoT) des Lacs et Gorges du Verdon[34] qui définira des projets communs à l'échelle d'un territoire prenant en compte les bassins de vie.

Après l'officialisation du périmètre du SCoT par le préfet du Var, la première phase sera d’établir un diagnostic territorial,.

## Toponymie
Moissac-Bellevue tire ses origines de l'époque romaine... A cette époque, le village apparaît sous le nom de « Moxiaco » ou « mosiacum ». Pour d'autres auteurs il tirerait aussi son toponyme du panorama sur les massifs des Maures et de la Sainte-Baume.
Moissac-Bellevue s'écrit Mouissa en occitan provençal de norme mistralienne.
Place forte dès le XIe siècle, Le nom composé de la commune a été arrêté en 1939 par le préfet du Var afin d'éviter toute confusion avec la ville de Moissac située dans le sud-ouest. Ce baptême fut l'occasion de mettre l'accent sur la vue exceptionnelle que le village offre sur la plaine, les collines environnantes : massif des Maures, le massif de la Sainte-Baume...

## Histoire
Les terres ont appartenu successivement à la famille de Blacas d'Aups puis à la famille de Coriolis.
Le village a été renommé en 1939 par le préfet du Var pour éviter toute confusion avec Moissac dans le sud-ouest. Cet ajout « Bellevue » a permis de souligner la vue imprenable sur la plaine et les collines du massif des Maures et du Massif de la Sainte-Baume.

## Blasonnement
|  | Les armoiries de Moissac-Bellevue se blasonnent ainsi : De gueules au château donjonné de trois tours d’or, maçonné de sable.. |

## Politique et administration

### Liste des maires
| Période                                  | Période           | Identité             | Étiquette | Qualité |
| ---------------------------------------- | ----------------- | -------------------- | --------- | --- |
| Les données manquantes sont à compléter. |                   |                      |           | |
| avant 1988                               | 1989              | Adolphe Villevieille |           | |
| juin 1995                                | 27 septembre 2020 | Jean Bacci           | UMP-LR    | Cultivateur, producteur d'olives Conseiller régional de Provence-Alpes-Côte d'Azur (2015 → ) Conseiller général du canton de Tavernes (2004 → 2011) 1er vice-président de la CC Lacs et Gorges du Verdon (2017 → 2020) Sénateur du Var (2020 → ) |
| 30 octobre 2020                          | en cours          | Gilbert Riboulet     |           | À la suite de l’élection de M. Jean Bacci en tant que sénateur, le conseil municipal a procédé à l’élection du nouveau maire ainsi que des adjoints                                                                                              |

## Population et société

### Démographie

#### Évolution démographique
L'évolution du nombre d'habitants est connue à travers les recensements de la population effectués dans la commune depuis 1793. Pour les communes de moins de 10 000 habitants, une enquête de recensement portant sur toute la population est réalisée tous les cinq ans, les populations de référence des années intermédiaires étant quant à elles estimées par interpolation ou extrapolation. Pour la commune, le premier recensement exhaustif entrant dans le cadre du nouveau dispositif a été réalisé en 2006.

En 2022, la commune comptait 309 habitants, en évolution de +5,82 % par rapport à 2016 (Var : +4,98 %, France hors Mayotte : +2,11 %).
| 1793 | 1800 | 1806 | 1821 | 1831 | 1836 | 1841 | 1846 | 1851 |
| ---- | ---- | ---- | ---- | ---- | ---- | ---- | ---- | ---- |
| 238  | 249  | 270  | 324  | 292  | 279  | 319  | 330  | 329  |

| 1856 | 1861 | 1866 | 1872 | 1876 | 1881 | 1886 | 1891 | 1896 |
| ---- | ---- | ---- | ---- | ---- | ---- | ---- | ---- | ---- |
| 332  | 336  | 300  | 322  | 286  | 285  | 302  | 255  | 210  |

| 1901 | 1906 | 1911 | 1921 | 1926 | 1931 | 1936 | 1946 | 1954 |
| ---- | ---- | ---- | ---- | ---- | ---- | ---- | ---- | ---- |
| 194  | 187  | 168  | 153  | 119  | 107  | 108  | 113  | 92   |

| 1962 | 1968 | 1975 | 1982 | 1990 | 1999 | 2006 | 2011 | 2016 |
| ---- | ---- | ---- | ---- | ---- | ---- | ---- | ---- | ---- |
| 68   | 69   | 106  | 117  | 148  | 151  | 263  | 289  | 292  |

| 2021 | 2022 | - | - | - | - | - | - | - |
| ---- | ---- | - | - | - | - | - | - | - |
| 303  | 309  | - | - | - | - | - | - | - |

### Enseignement
Établissements d'enseignement proches de Moissac-Bellevue :
- Écoles maternelles et primaires de Régusse, Aups.
- Collèges à Barjols, Riez.
- Lycées à Lorgues.

### Santé
Professionnels de santé :
- Médecins à Aups, Régusse,
- Infirmiers, dentistes à Régusse,
- Pharmacie à Aups, Régusse
- La communauté de communes dispose désormais, à Aups (7 km), d'une maison de santé pluriprofessionnelle (médecine générale, médecine spécialisée, paramédical, soins infirmiers), et intégrant également un lieu ressource "social et solidaire"[53]  intégrant un lieu ressource "Social et solidaire".
- L'hôpital le plus proche est le Centre hospitalier de la Dracénie et se trouve à Draguignan, à 39 km[54],[55]. Il dispose d'équipes médicales dans la plupart des disciplines[56] : pôles médico-technique ; santé mentale ; cancérologie ; gériatrie ; femme-mère-enfant ; médecine-urgences ; interventionnel.
- Le Centre hospitalier de Digne-les-Bains est à 69 km.

### Budget et fiscalité
Bases 2009-2020, :
| Postes                                            | 2009    | 2010    | 2011  | 2012  | 2013  | 2014  | 2015  | 2016  | 2017  | 2018  | 2019  | 2020  |
| ------------------------------------------------- | ------- | ------- | ----- | ----- | ----- | ----- | ----- | ----- | ----- | ----- | ----- | ----- |
| Produits de fonctionnement                        | 507 €   | 507 €   | 543 € | 551 € | 454 € | 510 € | 495 € | 501 € | 504 € | 543 € | 546 € | 470 € |
| Charges de fonctionnement                         | 481 €   | 468 €   | 476 € | 448 € | 497 € | 439 € | 449 € | 480 € | 445 € | 436 € | 502 € | 471 € |
| Ressources d’investissement                       | 1 071 € | 1 018 € | 310 € | 124 € | 84 €  | 403 € | 200 € | 134 € | 130 € | 190 € | 422 € | 385 € |
| Emplois d’investissement                          | 1 145 € | 606 €   | 99 €  | 65 €  | 439 € | 214 € | 147 € | 153 € | 168 € | 169 € | 329 € | 330 € |
| Dette                                             | 920 €   | 352 €   | 593 € | 584 € | 221 € | 210 € | 197 € | 183 € | 167 € | 152 € | 296 € | 226 € |
| Source : Ministère de l’Économie et des Finances. |         |         |       |       |       |       |       |       |       |       |       |       |

Fiscalité 2020

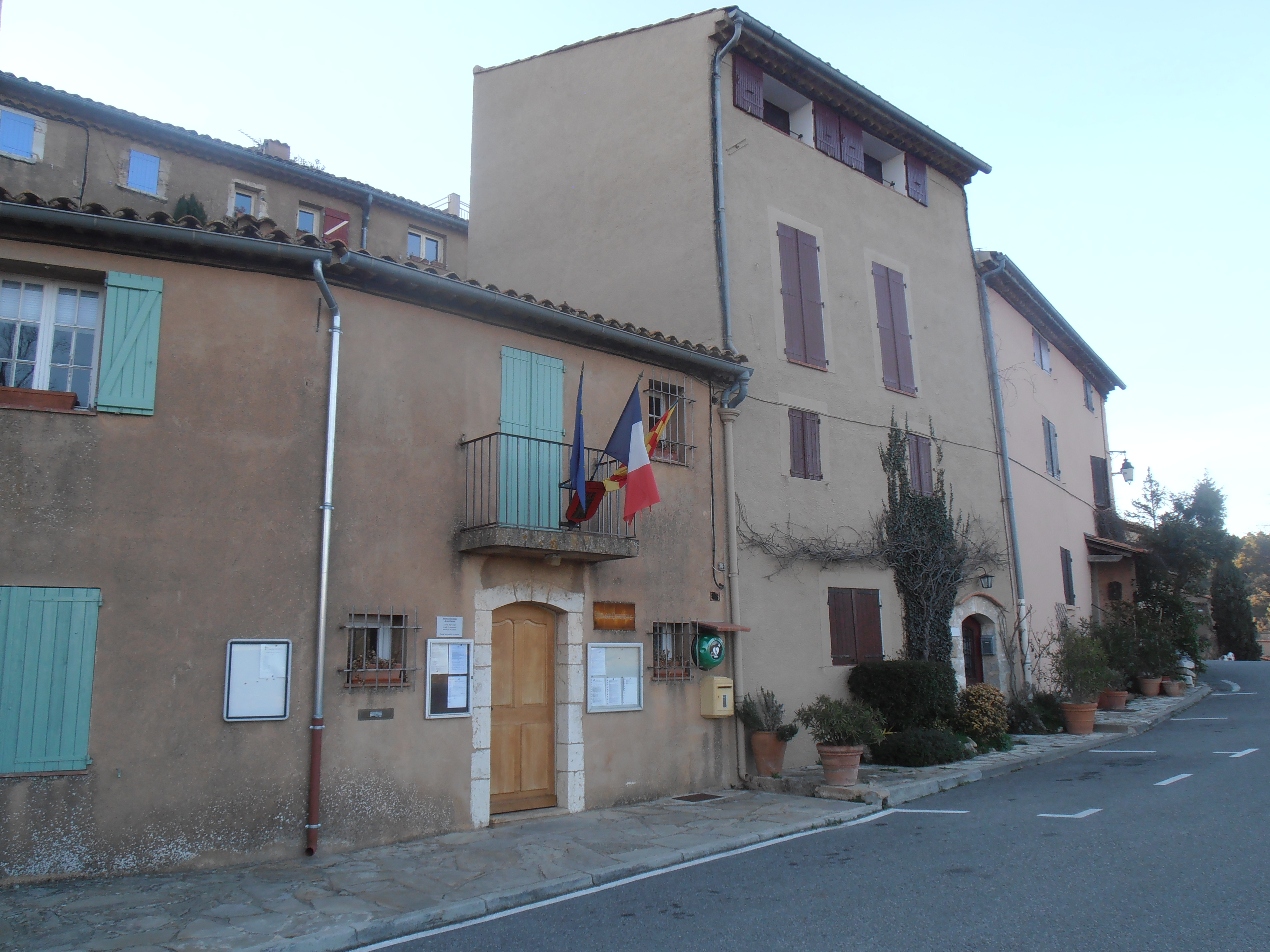
Mairie actuelle.

- Taux d’imposition taxe d’habitation : 14,81 %
- Taxe foncière sur propriétés bâties : 10 %
- Taxe foncière sur les propriétés non bâties : 52,43 %
- Taxe additionnelle à la taxe foncière sur les propriétés non bâties : 0 %
- Cotisation foncière des entreprises : 0 %
- Montant total des dettes dues par la commune : 296 000 euros, soit 989,00 euros par habitant

Chiffres clés Revenus et pauvreté des ménages en 2018 : Médiane en 2018 du revenu disponible, par unité de consommation : 22 400 €.

### Projets d'investissements

#### Centrale photovoltaïque
Afin de contribuer au développement des énergies renouvelables tout en générant de nouvelles ressources pour la commune, Moissac a décidé de se doter d'une centrale photovoltaïque, rendue désormais possible par l'approbation du plan local d'urbanisme.
D'une surface totale d'une cinquantaine d'hectares environ, répartie sur deux secteurs séparés par un couloir écologique sur lequel sera implanté un belvédère qui pourrait notamment servir à des fins pédagogiques lors des visites. Elle se situera au lieu-dit le Deffends de La Colle, dans une zone forestière du domaine communal, au nord-est de la commune, sans aucun impact visuel notable pour le village et les communes alentour, Régusse et Aups.
Deux tranches de production sont prévues permettant d'atteindre une production cumulée de 50 000 MWh par an, ce qui équivaut à la consommation électrique de 18 000 foyers hors chauffage. La société Urbasolar a été retenue pour la construction de ce parc, qui sera soutenu par un financement participatif (collectivité et population).
Outre cette production, les superficies utilisées seront valorisées par un pâturage ovin régulier, confié à un éleveur local. 80 ruches seront par ailleurs installées sur une extrémité du terrain.
Le calendrier des travaux a été établi de façon à veiller à affecter le moins possible la diversité et des semis d'espèces locales pour favoriser la revégétalisation des sols après travaux sont prévus.
Une enquête publique portant sur la déclaration de ce projet, pour mise en compatibilité avec le plan local d'urbanisme de la commune, s'est déroulée du 20 juillet 2018 au 20 août 2018 inclus.
Le projet a été autorisé par le préfet du département du Var,,,,.
Pourtant le rapport consécutif à l'enquête publique indiquait "Il est à noter que la mise en place du parc a nécessité une mise en  conformité du PLU (création d'une zone 1AUpv sur les parcelles concernées) dont l'enquête publique a été menée du 19/07 au 20/08/2018 avec avis favorable du CE et une autorisation de défrichement dont l'enquête publique a été menée du 16 août au 17 septembre 2018 avec avis favorable du Commissaire enquêteur (l'autorisation de défrichement pour Urba a été signée par M. le Préfet du var)".
En outre le projet avait reçu un avis favorable à l'unanimité du Bureau du syndicat mixte de gestion du parc naturel régional du Verdon,.

#### Nouvellestation d’épuration
Projet de construction d’une nouvelle station d’épuration.

### Intercommunalité
La communauté de communes « Lacs et Gorges du haut-Verdon (LGV) » constituée initialement de 11 communes (Aiguines ; Artignosc-sur-Verdon ; Aups ; Baudinard-sur-Verdon ; Bauduen ; Moissac-Bellevue ; Les Salles-sur-Verdon ; Régusse ; Tourtour ; Vérignon ; Villecroze) comprend désormais 16 communes après intégration de 5 communes supplémentaires au 1er janvier 2017 : Trigance, Le Bourguet, Brenon, Châteauvieux et La Martre,.
Son président en exercice est Rolland Balbis (Maire de Villecroze).
|     | Attributions                                       | Identité                 | Qualité                      |
| --- | -------------------------------------------------- | ------------------------ | ---------------------------- |
| 1er | Administration générale et finances                | Raymonde Carletti        | Maire de La Martre           |
| 2e  | Aménagement du Territoire (SCOT) et transition éne | Antoine Faure            | Maire d'Aups                 |
| 3e  | Tourisme et Itinérance                             | Charles-Antoine Mordelet | Maire d'Aiguines             |
| 4e  | Agriculture, Fibre et numérique, Développement éco | Fabien Brieugne          | Maire de Tourtour            |
| 5e  |                                                    | Pierre Constant          | Commune de Villecroze        |
| 6e  |                                                    | Serge Constans           | Maire d'Artignosc-sur-Verdon |

## Économie
La commune adhérente du Parc naturel régional du Verdon bénéficie de cette proximité (gorges du Verdon, lac de Sainte-Croix, villages perchés,...), avec toutes les activités touristiques qui en découlent.
L'attention portée à la qualité des travaux réalisés pour la préservation des constructions du village et la préservation des espaces naturels a permis de maintenir une ambiance architecturale et un cadre paysager auxquels les touristes sont très attachés. Ce qui attire par ailleurs des artistes qui peuvent exposer leurs œuvres dans des salles aménagées à cet effet.

### Entreprises, métiers d'art, activité touristique
Agriculture

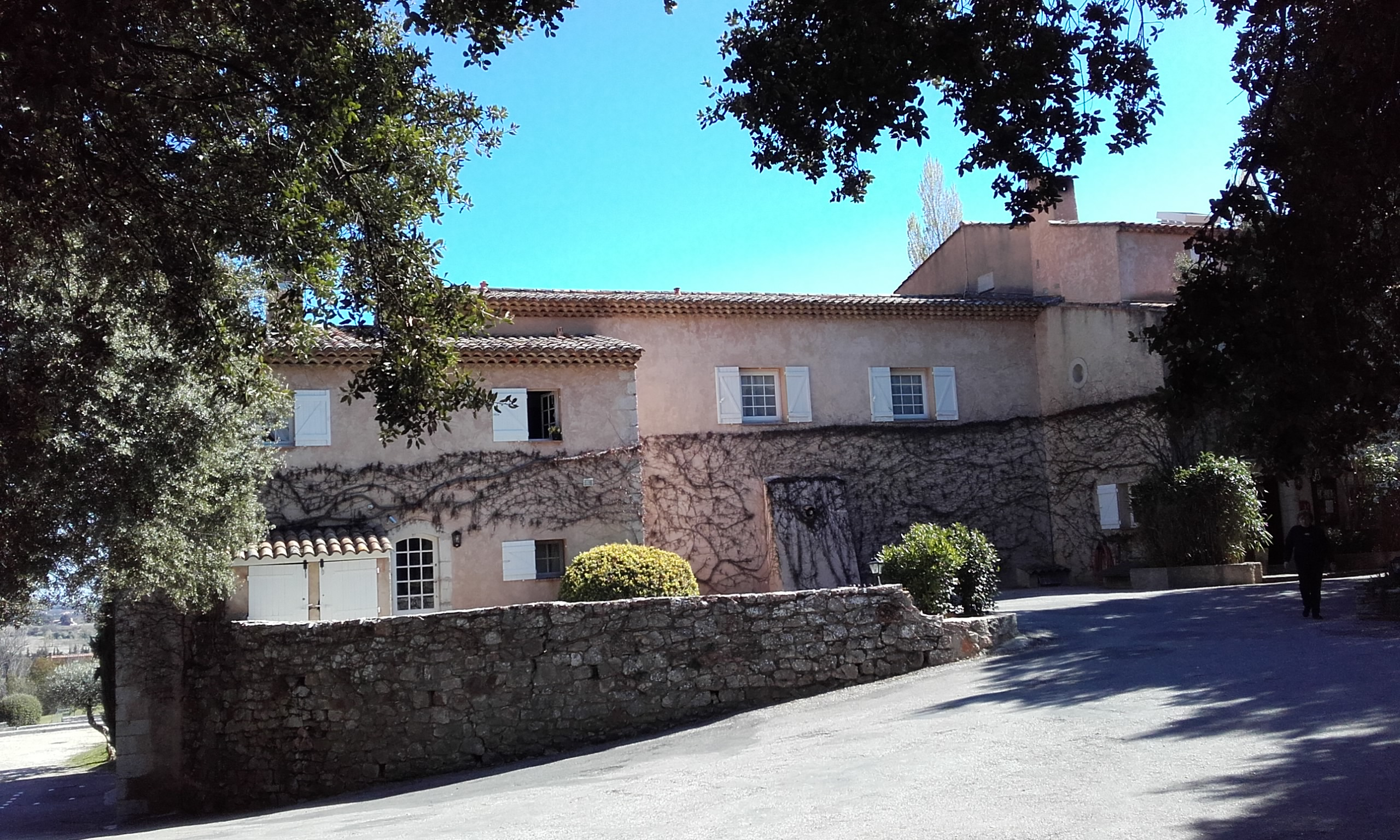
Bastide du Calalou.

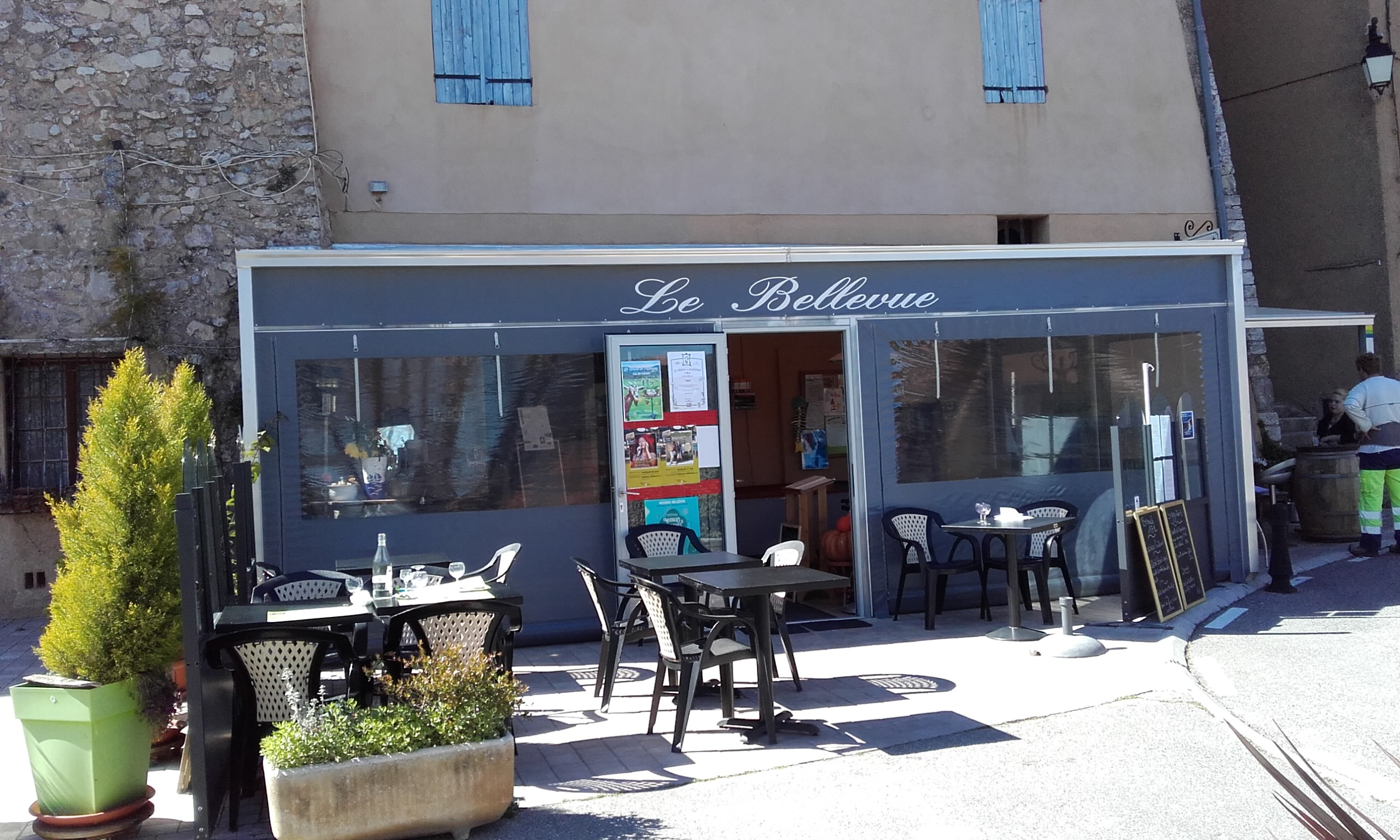
Bistrot de pays.

- L'activité agricole a été préservée[81] : élevage d'ovins et de caprins[82], cultures maraîchères bio[83], horticulture maraîchère[84], cultures de fourrage, d'osier et de céréales, champs d'oliviers[85] et vignes[86]...
- Moissac-Bellevue est une commune française ayant l'autorisation de produire les vins d'appellations ci-après, bénéficiant du label européen Indication géographique protégée (IGP)[87] :
  - le Méditerranée[88],
  - le Var[89].

#### Tourisme et services
- Hôtel, restaurants, gîtes :
  - La Bastide du Calalou, hôtel-restaurant 4 étoiles, avec ses oliviers centenaires de son parc de 4 hectares[90],
  - Restaurant Le Bellevue, Bistrot de pays[91],[92].
  - 10 gîtes communaux et 3 gîtes privés.

#### Artisanat, métiers d'art et tourisme
- Le château de Moissac accueille des artistes pour des prises de vues publicitaires mais aussi des réceptions privées et mariages exclusifs, des séminaires et événements professionnels.
- Sculpture, gravure et photographie[93].
- Poterie, travail du bois[94], vannerie[95].
- Ancienne mairie[96].

## Cultes
- Offices religieux catholiques dans l'église de la transfiguration[97],[98]. diocèse de Fréjus-Toulon, doyenné de Draguignan, l’église de la Transfiguration appartient à la paroisse d’Aups.

## Culture locale et patrimoine

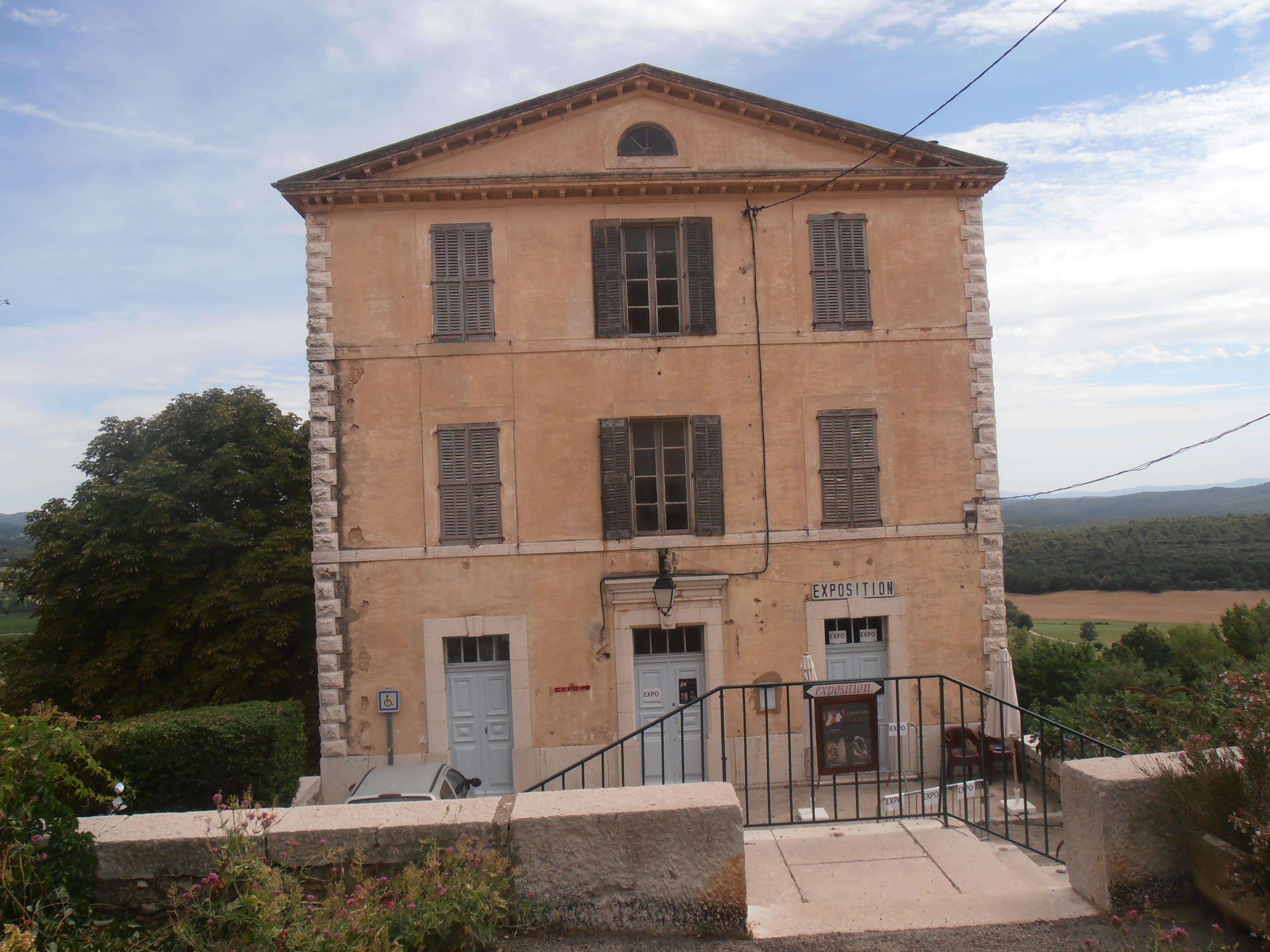
Ancienne mairie (salles expositions).
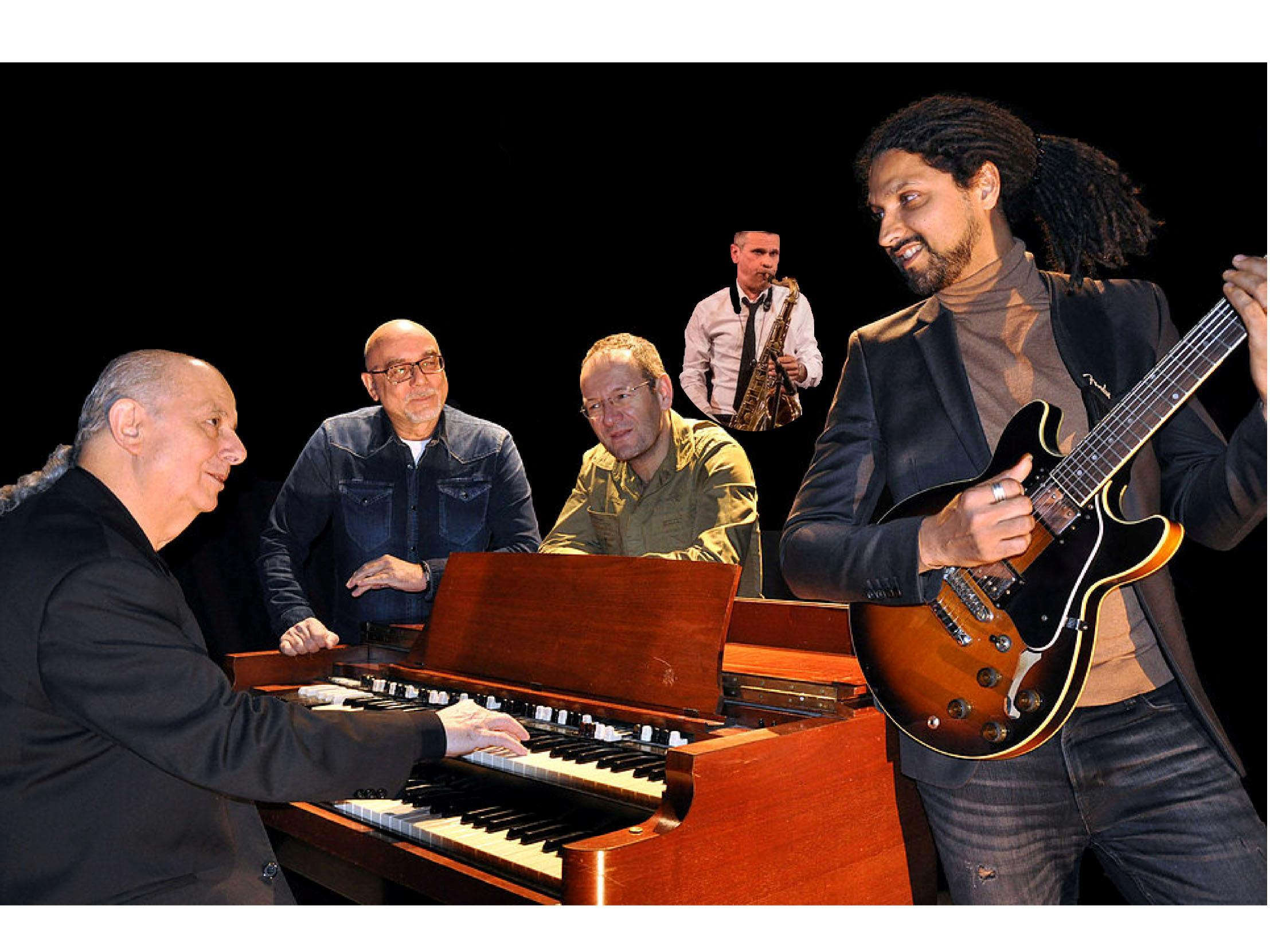
Concert Jazz My Soul 2019[99].
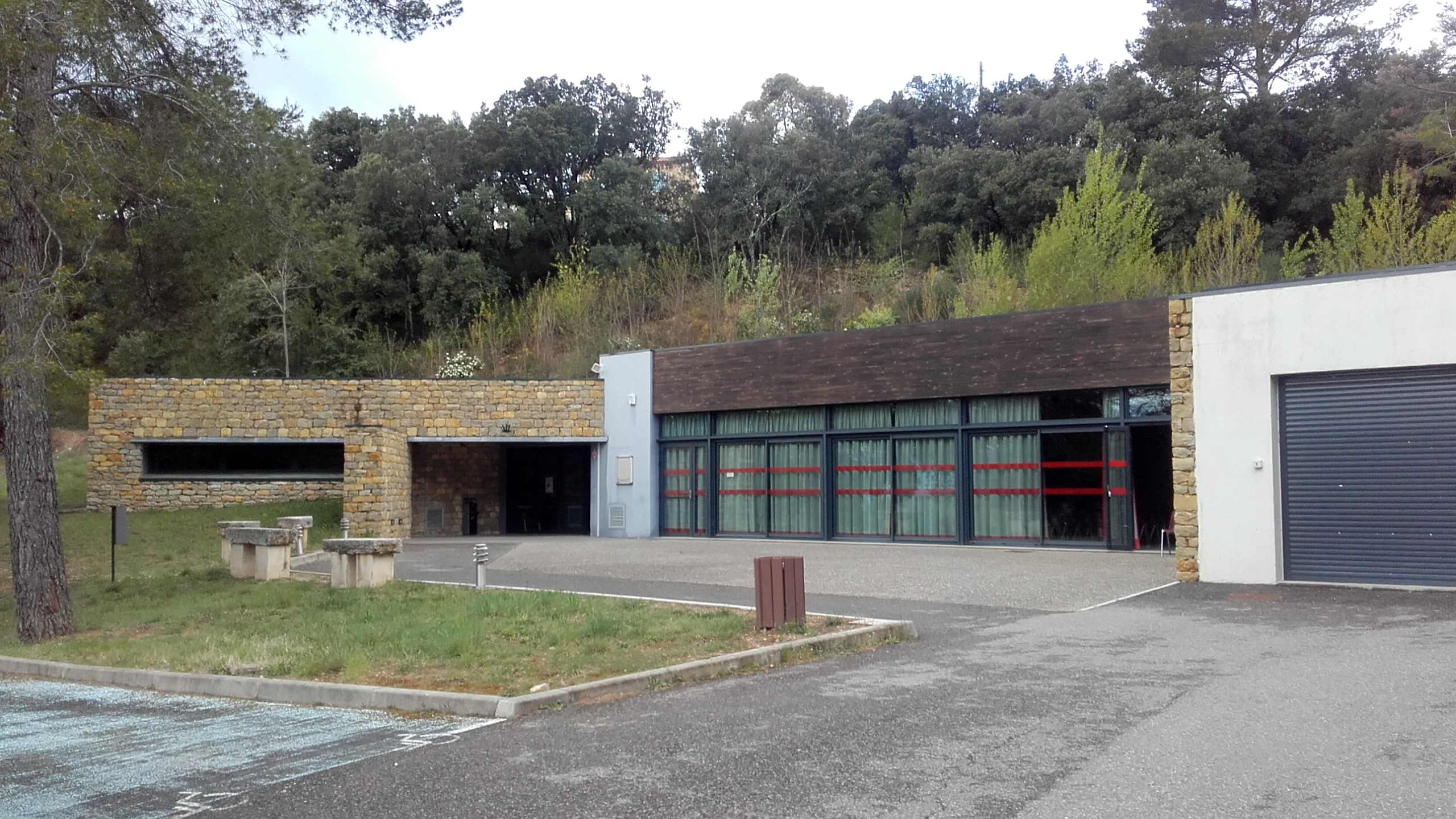
Salle de la Combe[100].

### Le tourisme et les loisirs
L'espace Elvire Jan
- L'espace Elvire Jan reçoit des expositions artistiques.
- Un point Infos Tourisme y est ouvert durant la saison touristique[101], en complément de l'accueil de la mairie.

Les lieux d'accueil de culture et de loisirs
- Le Centre Polyvalent Culture et Loisirs disposent de deux salles permettant d'accueillir respectivement 75 et 250 personnes[102].
- Projets[103] :
  - Créer une offre culturelle dans le village avec l'aménagement d'une galerie d’art au rez-de-chaussée et d’accueil de gîtes de groupes dans l’ancienne mairie.
  - Aménagement d'un jardin des sculptures sur les anciens jardins familiaux.
  - Développer et valoriser les parcours pédestres, les circuits de randonnées, les parcours VTT et pistes cavaliers.
  - Créer une attractivité touristique équine (gite équin)[104].

Animations
- "Festival Musiques & Patrimoine en Pays Varois"[105], salle de la Combe, les 12 et 19 avril 2019[106].
- "Scènes de Bistrots" : Dîner & spectacle les 26 avril[107] et 17 mai 2019[108]. Le Bellevue, Bistrot de pays[109].

### Le patrimoine architectural et naturel
Patrimoine religieux

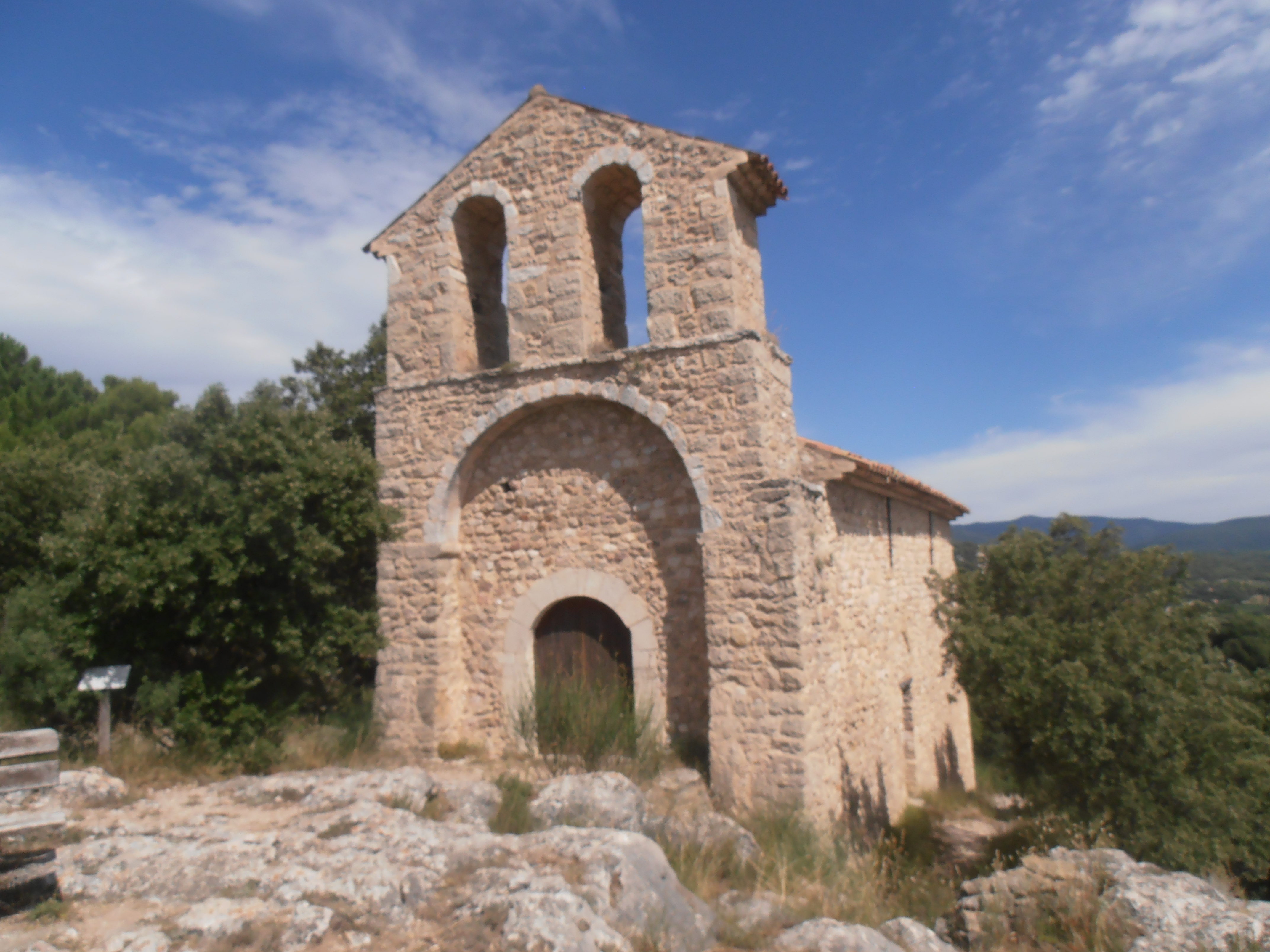
Chapelle Notre-Dame de la Roque.
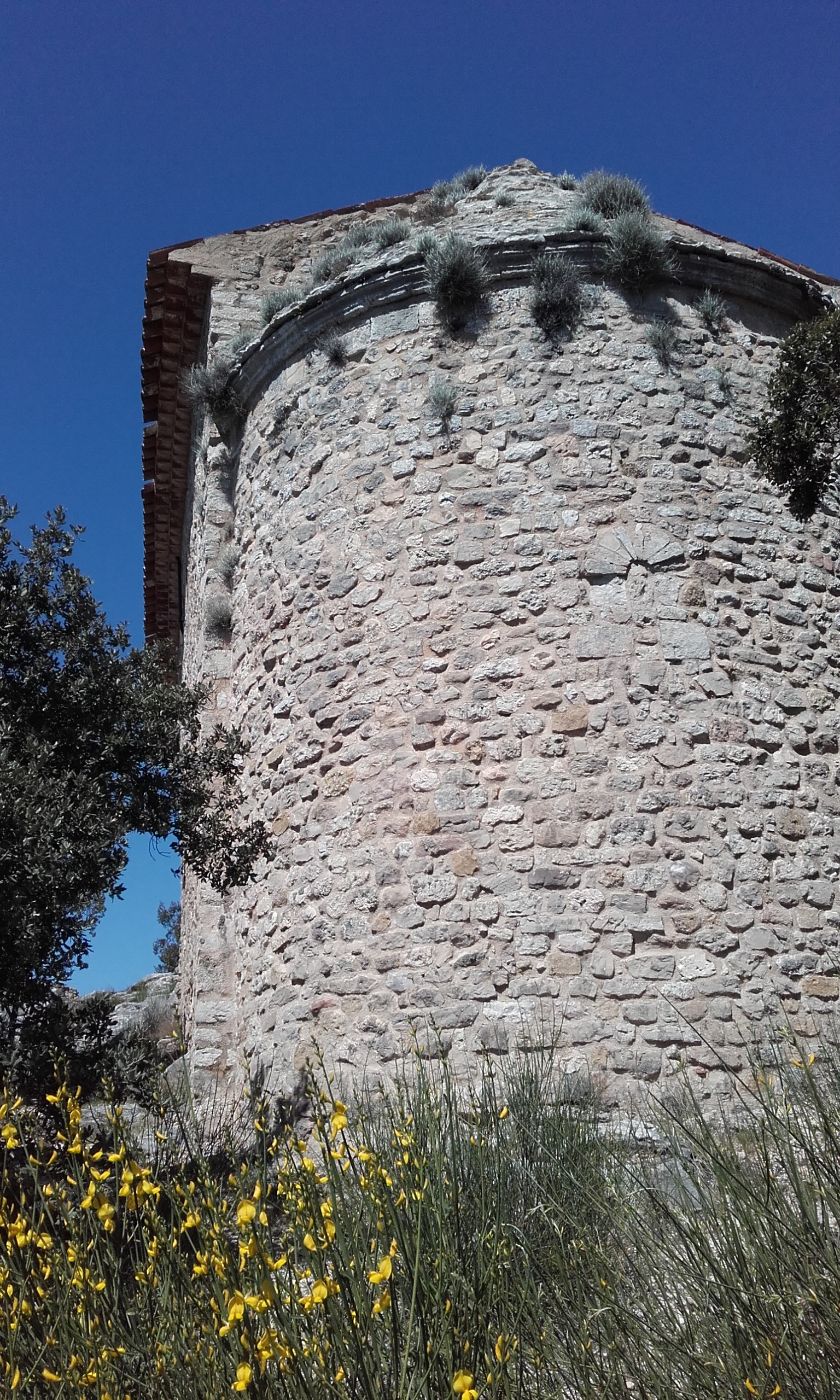
Chevet chapelle.
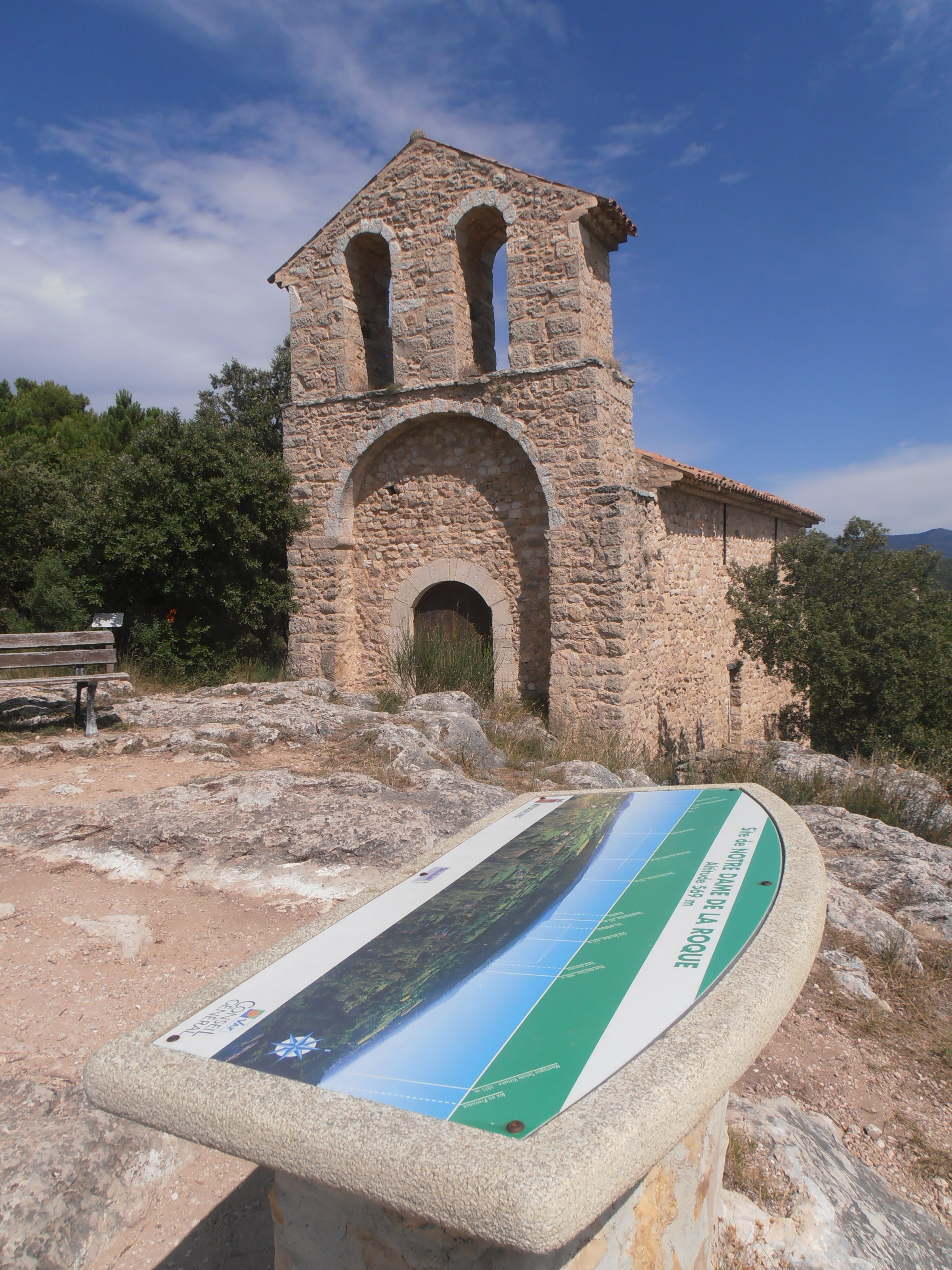
Belvédère et chapelle.
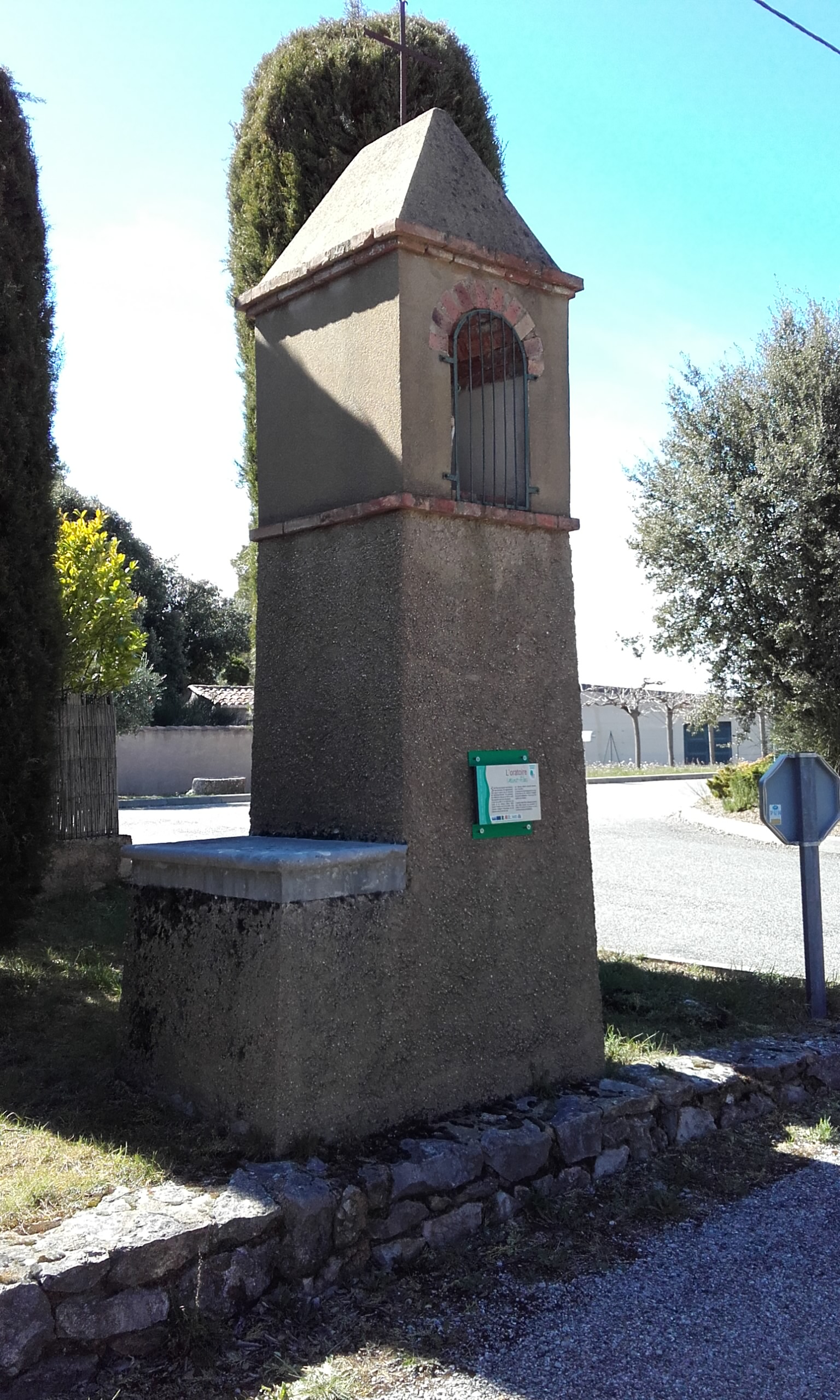
Oratoire Saint Éloi.
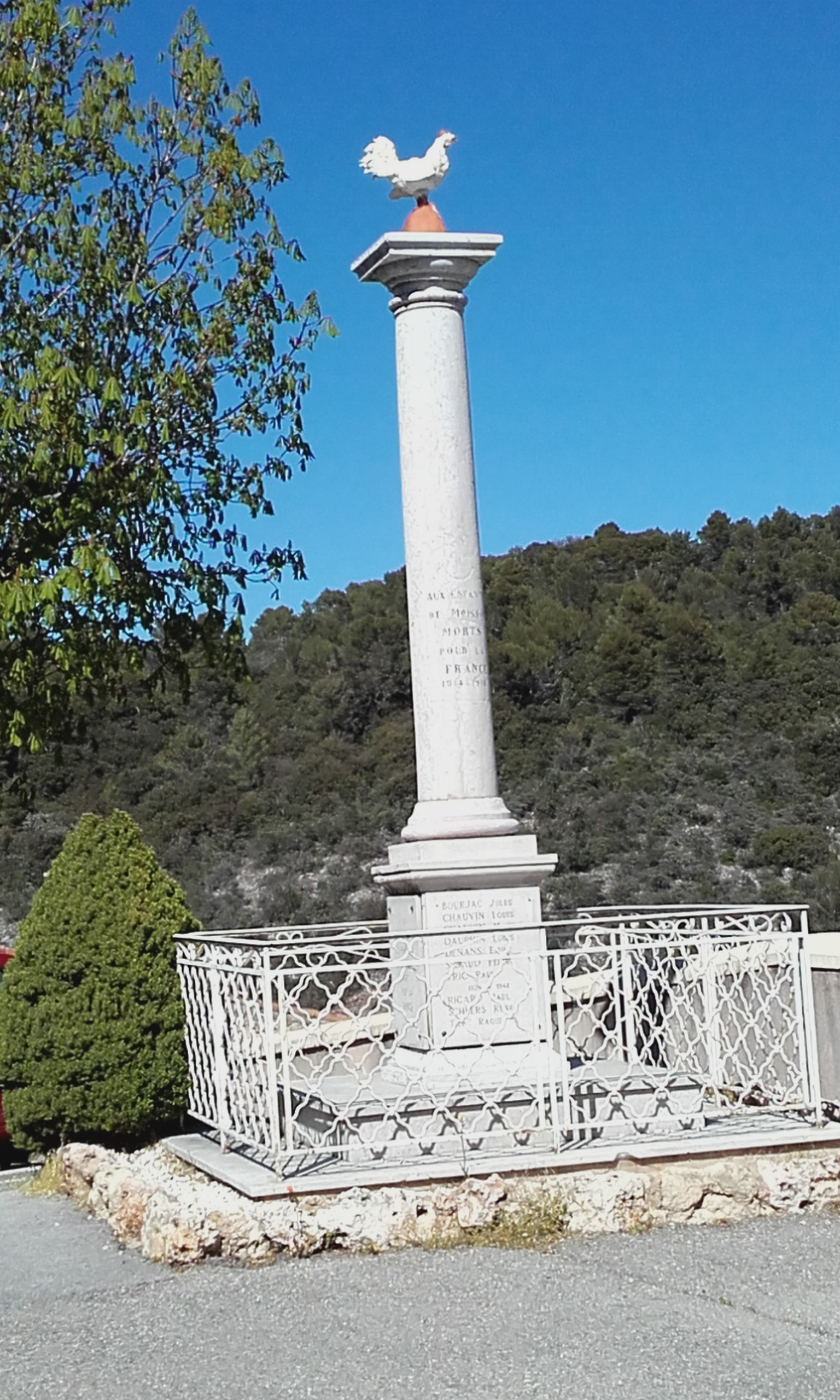
Monument aux morts.

- L’église paroissiale de la transfiguration dédiée à saint Sauveur XVIIe siècle[110] et son clocher octogonal du milieu du XIXe siècle. Une bulle du pape Grégoire IX mentionne qu'elle aurait été l’église des templiers[111]. Le clocher est du milieu du XIXe siècle et la cloche angélus La3 a été fondue par Baptiste à Marseille[112].
- L'ancien presbytère du XVIIe siècle converti en maison de vacances par l'ancien ministre Michel d'Ornano[113].
- La chapelle Notre-Dame-de-la-Roque[114] du XIe siècle / XIIe siècle[115],[116], et sa table d'orientation[117],[118].

- Oratoires et croix[119] :
  - L'oratoire de Saint-Éloi[120].
  - L’oratoire Saint-Martin.
  - La croix de chemin.
  - La croix de mission de 1860.
- Le monument aux morts[121],[122],[123],[124].

Autres patrimoines

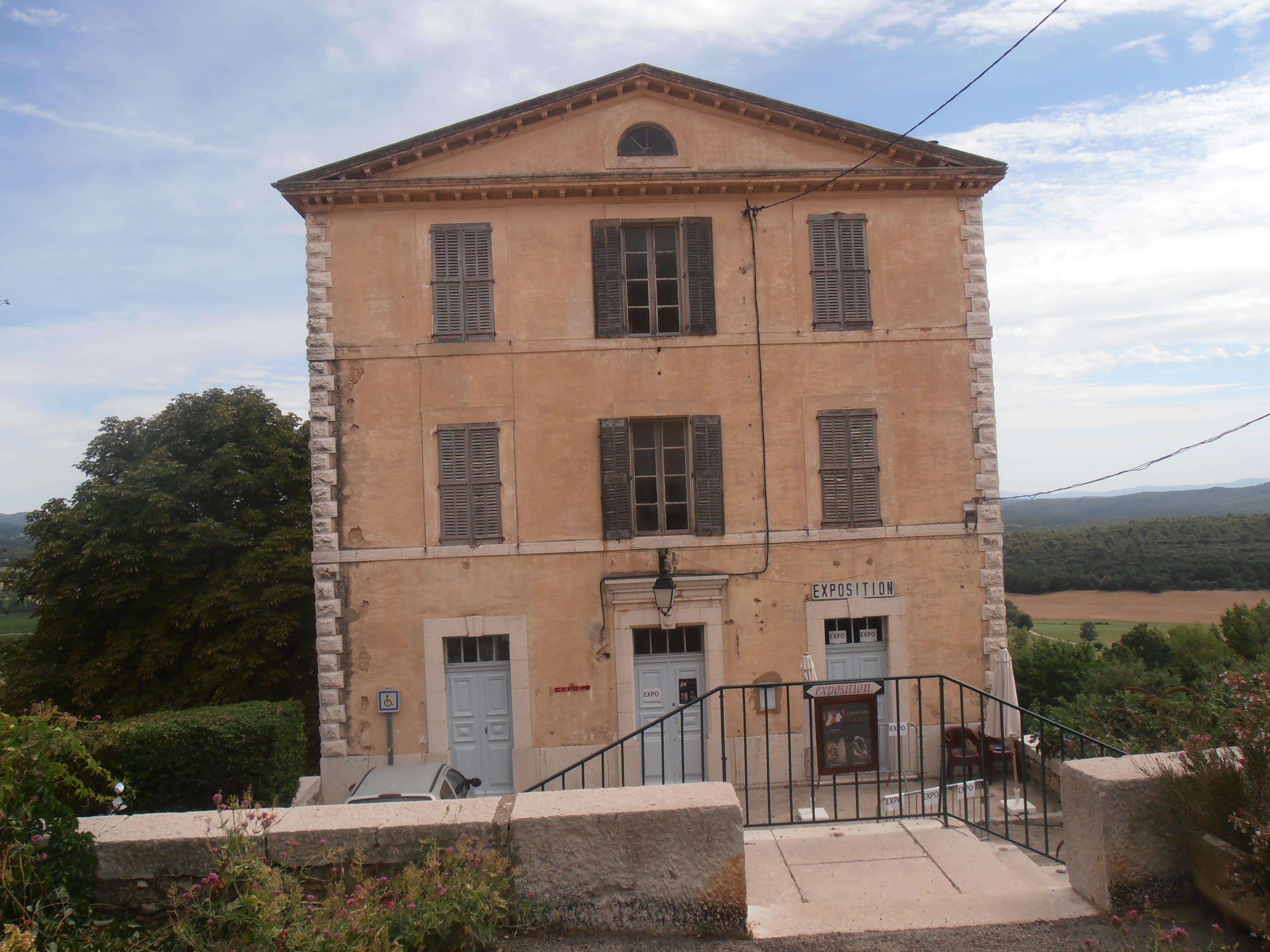
Bâtiment d'expositions.
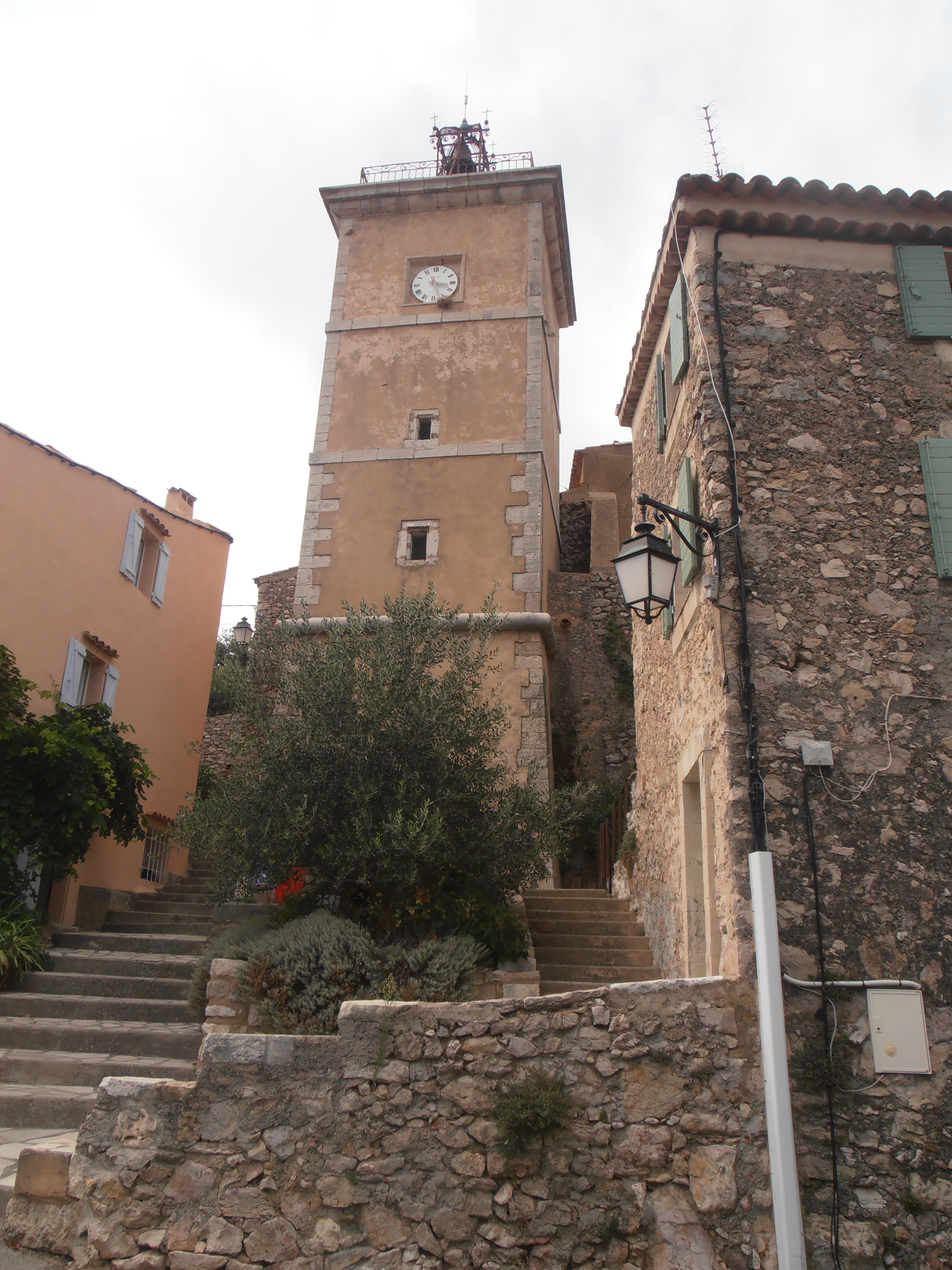
Tour de l'horloge.
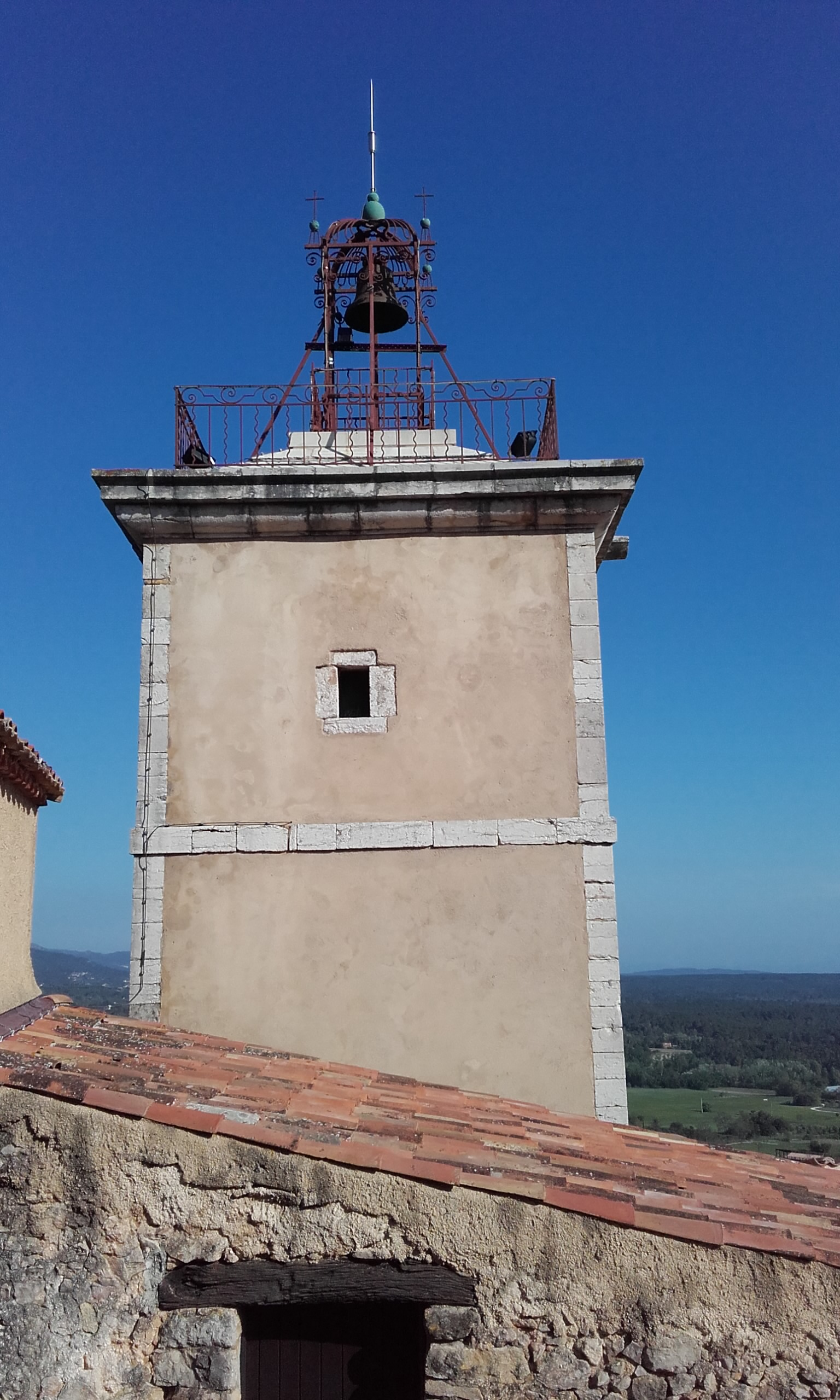
Campanile et cloche.
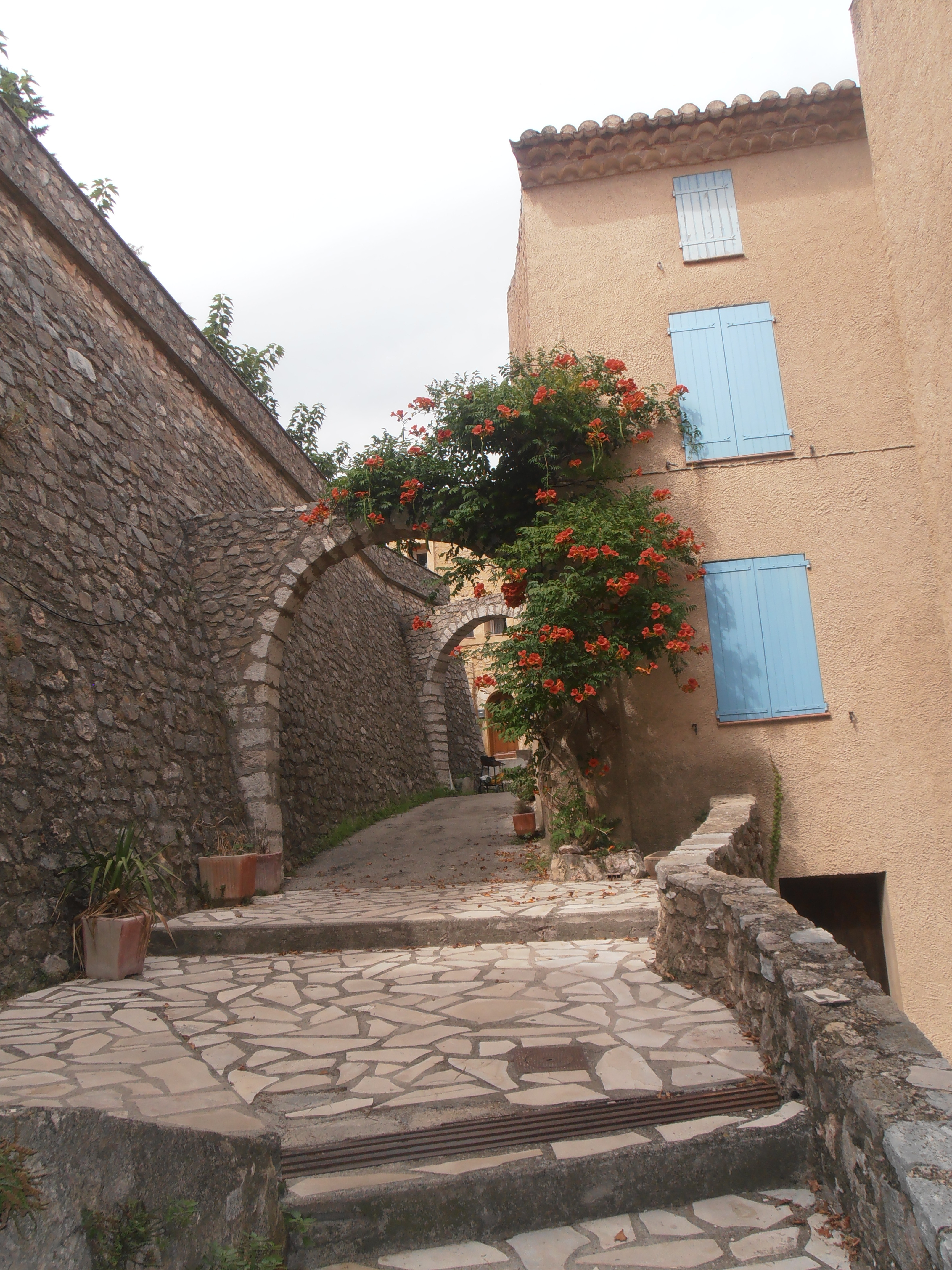
Rue fleurie.
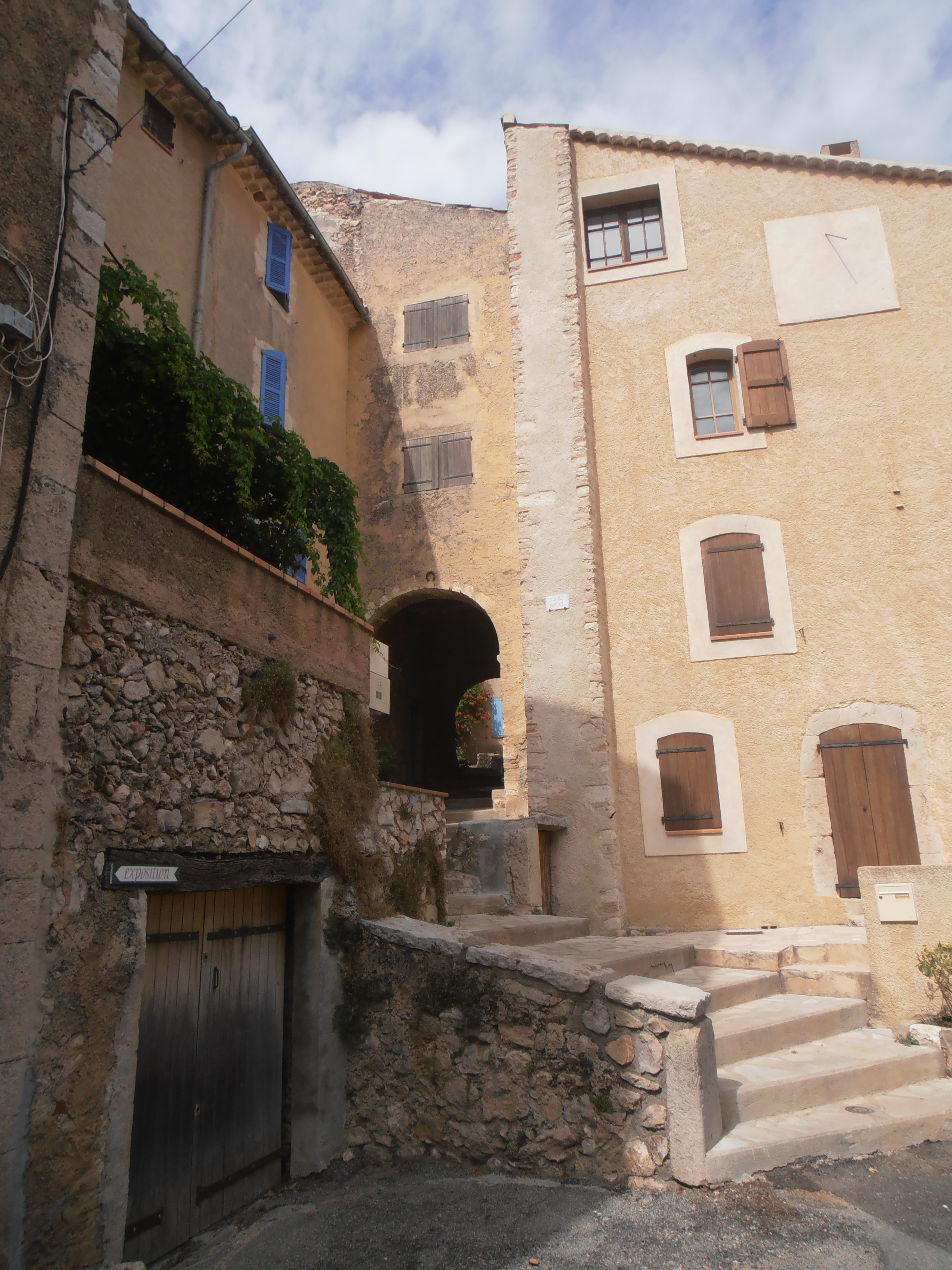
Rue du village.
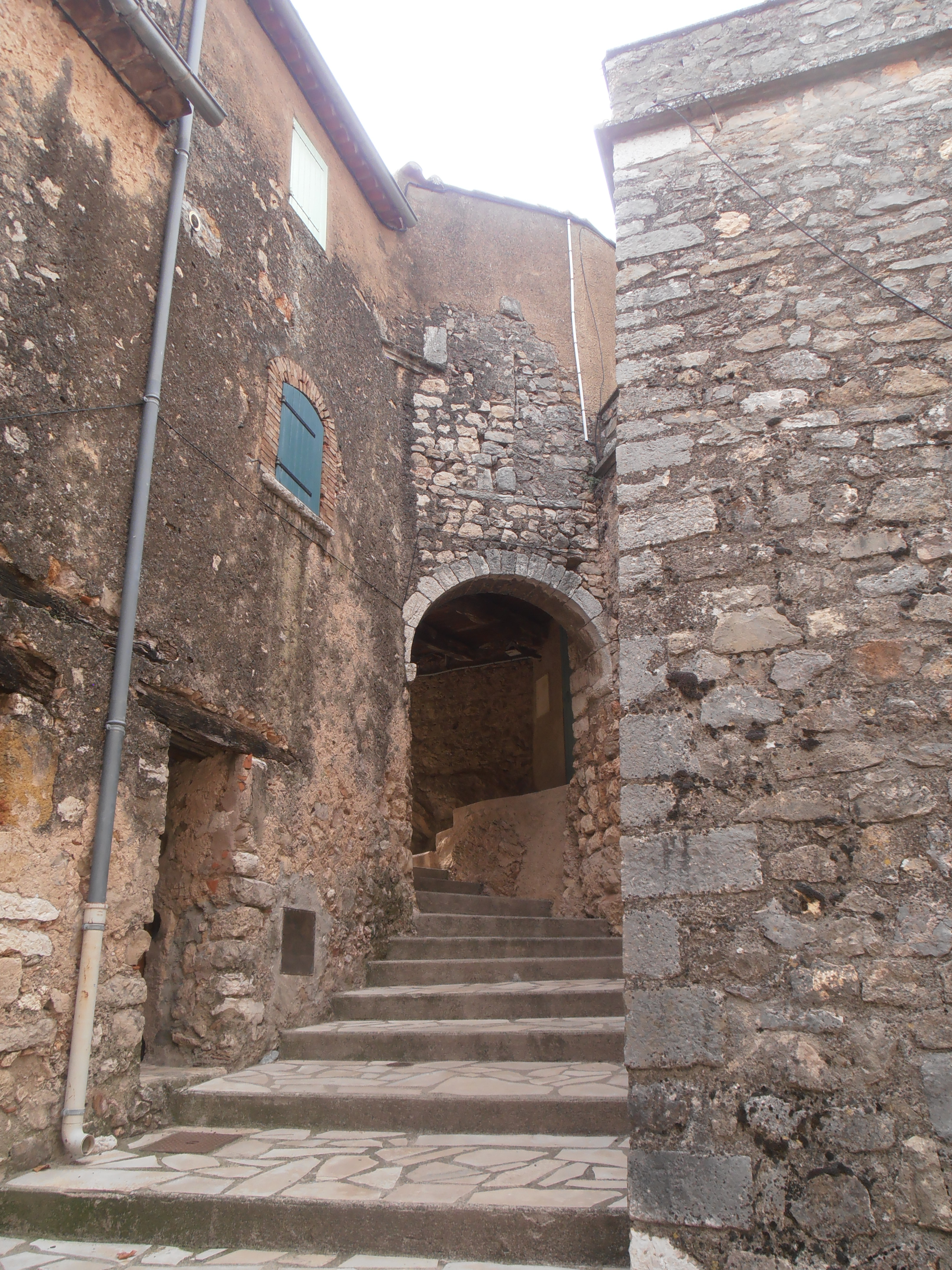
Passage couvert.

- Tumulus[125],[126], vestiges Celto-ligures (oppidum du Camp d'Oliviers) et traces de colonisation romaine[127],[128].
- Commanderie templière[129] et chapelle[130].
- La tour de l'horloge construite en 1816[131] avec son campanile en fer forgé[132] œuvre de l'architecte M. Milliou et du ferronnier M. Ollevary[133].
- Des maisons de villages avec de nombreux bâtiments des XVIe siècle et XVIIe siècle[134].
- Le portail, passage couvert sous la forme d’une succession de deux arcs plein-cintre.

- Fontaines, lavoirs, puits :
  - La borne fontaine et sa citerne.
  - La fontaine de Prestige.

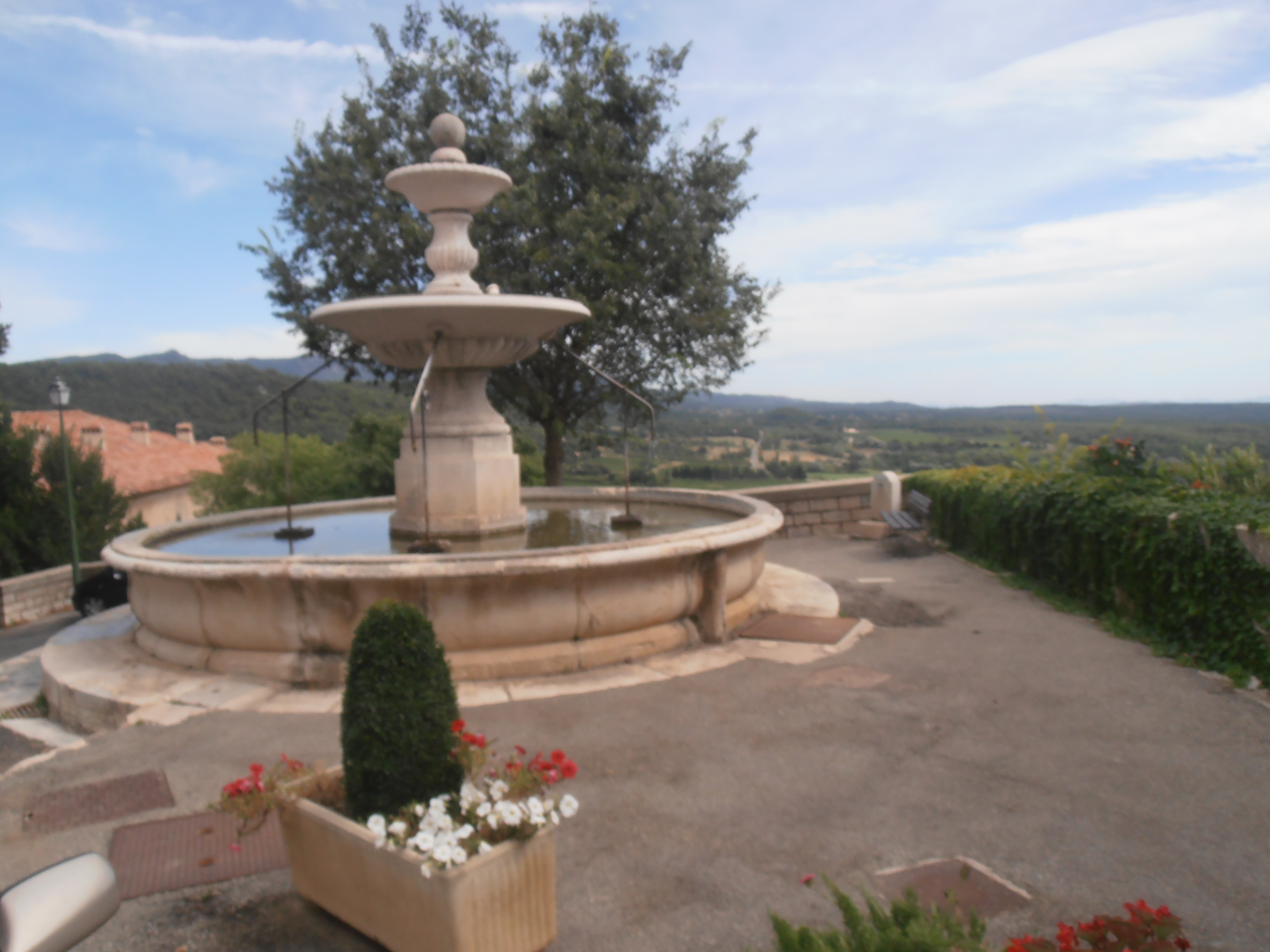
La fontaine de Prestige.

  - La fontaine du milieu du XIXe siècle.
  - La fontaine à vasques.
  - La fontaine-lavoir.
  - La fontaine Neuve (abreuvoir).
  - Le lavoir sous le cours.
  - Le puits.

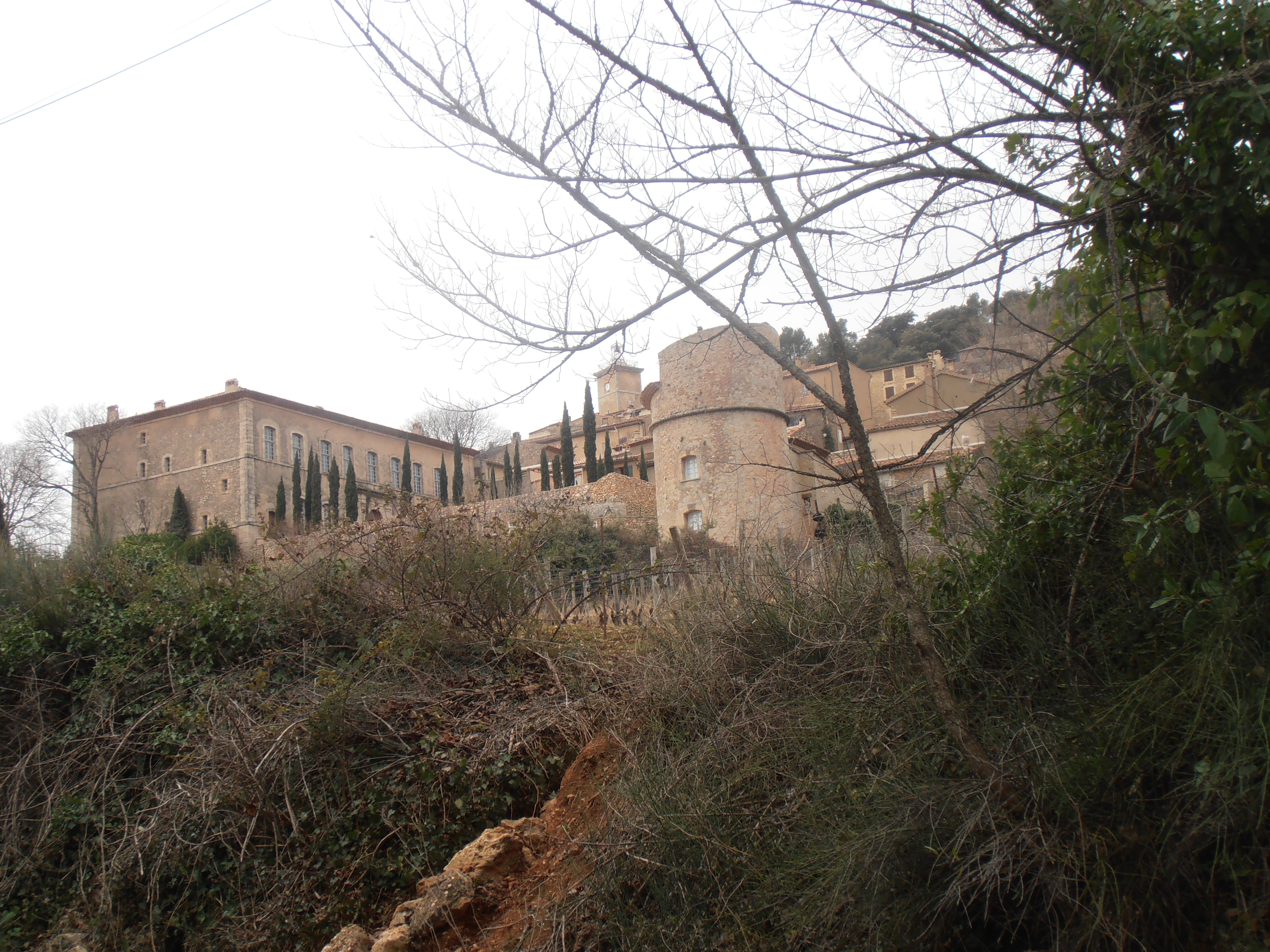
Le château dans son environnement (château privé).

- Le château de Moissac fin XVIe siècle - début XVIIe siècle.

Restauré et réutilisé en sauvegardant son authenticité par les actuels propriétaires,,.
La qualité de cette restauration-réutilisation a été récompensée par le prix des Vieilles maisons françaises, attribué au château (le second dans le département du Var, après le Moulin Blanc de la famille Saporta, à Saint-Zacharie).
- L'ancien pigeonnier seigneurial[139].
- Ruine d’un moulin à vent, à blé, de type provençal[140], sur le chemin qui mène à la chapelle Notre-Dame-de-la-Roque.

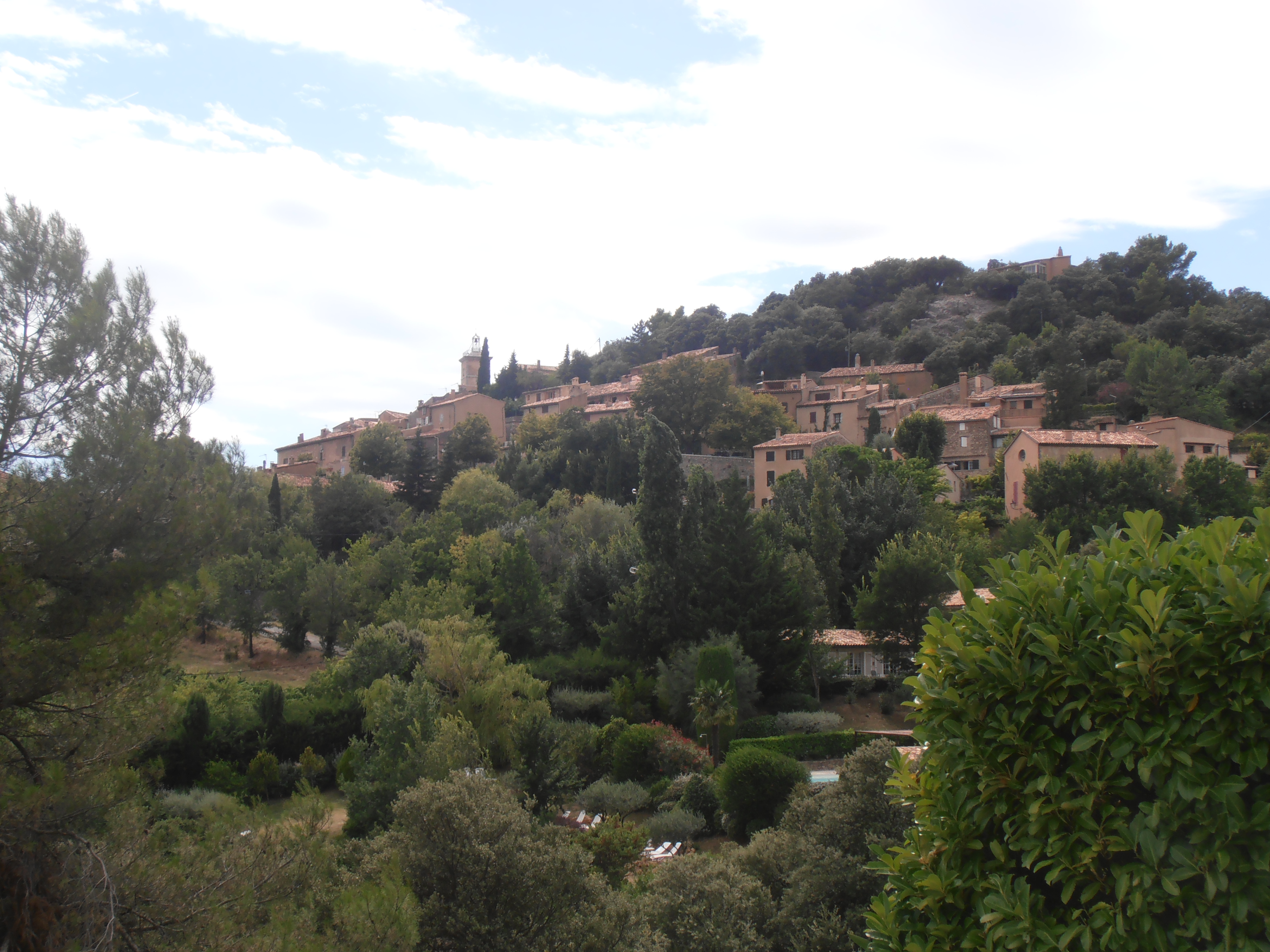
Vue du village dans le paysage.
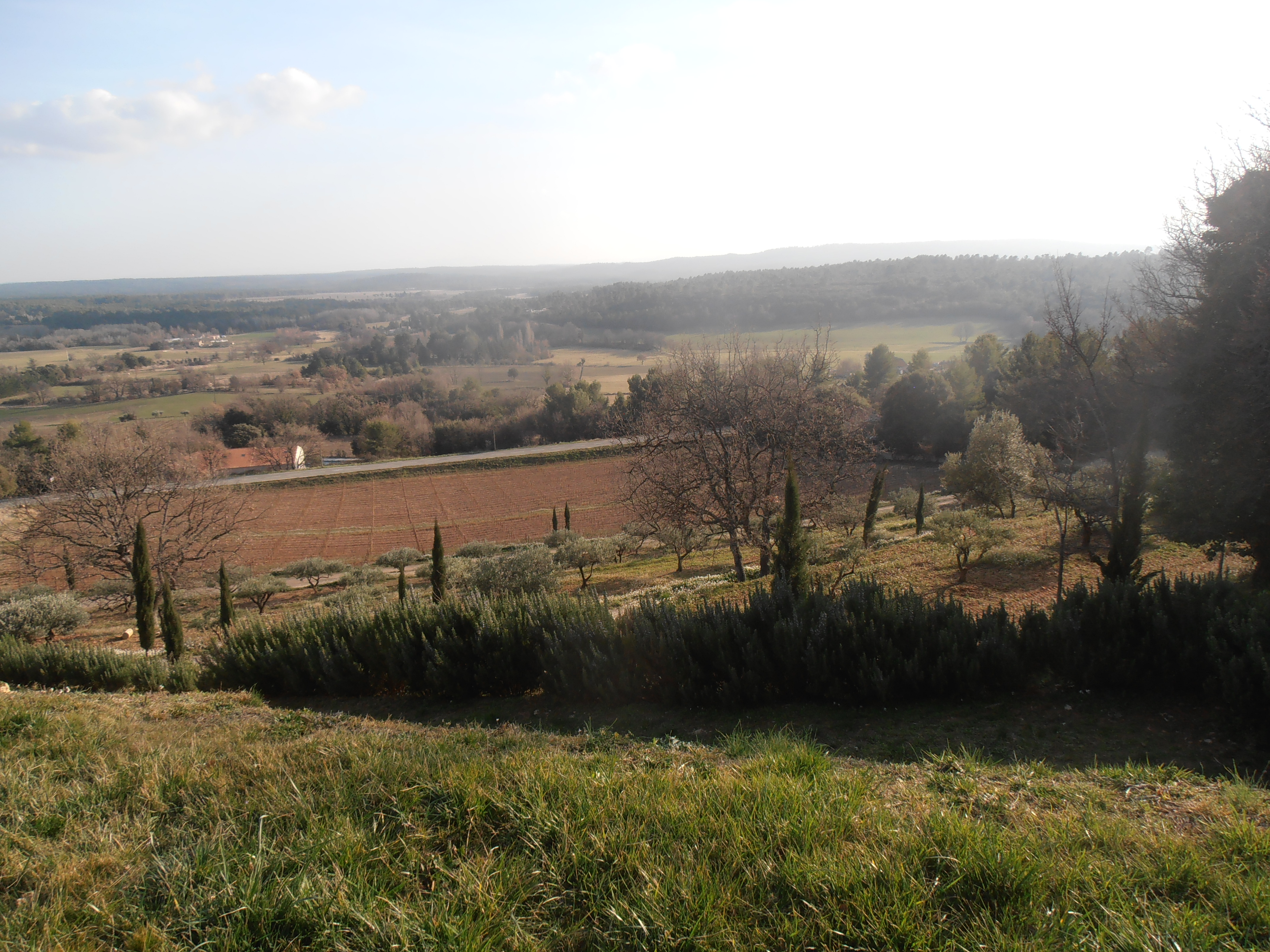
L'environnement du château préservé.
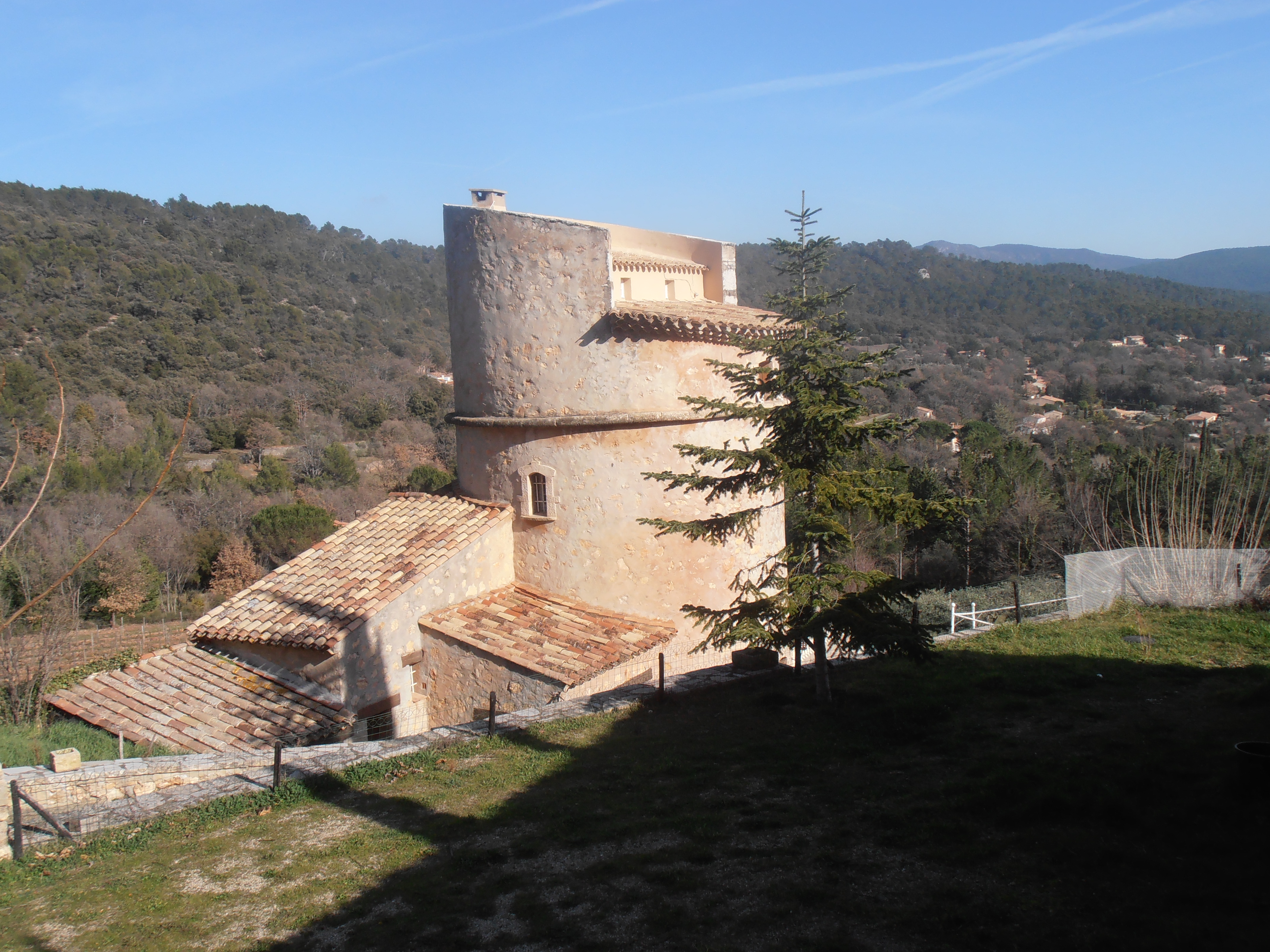
Ancien pigeonnier seigneurial (propriété privée).
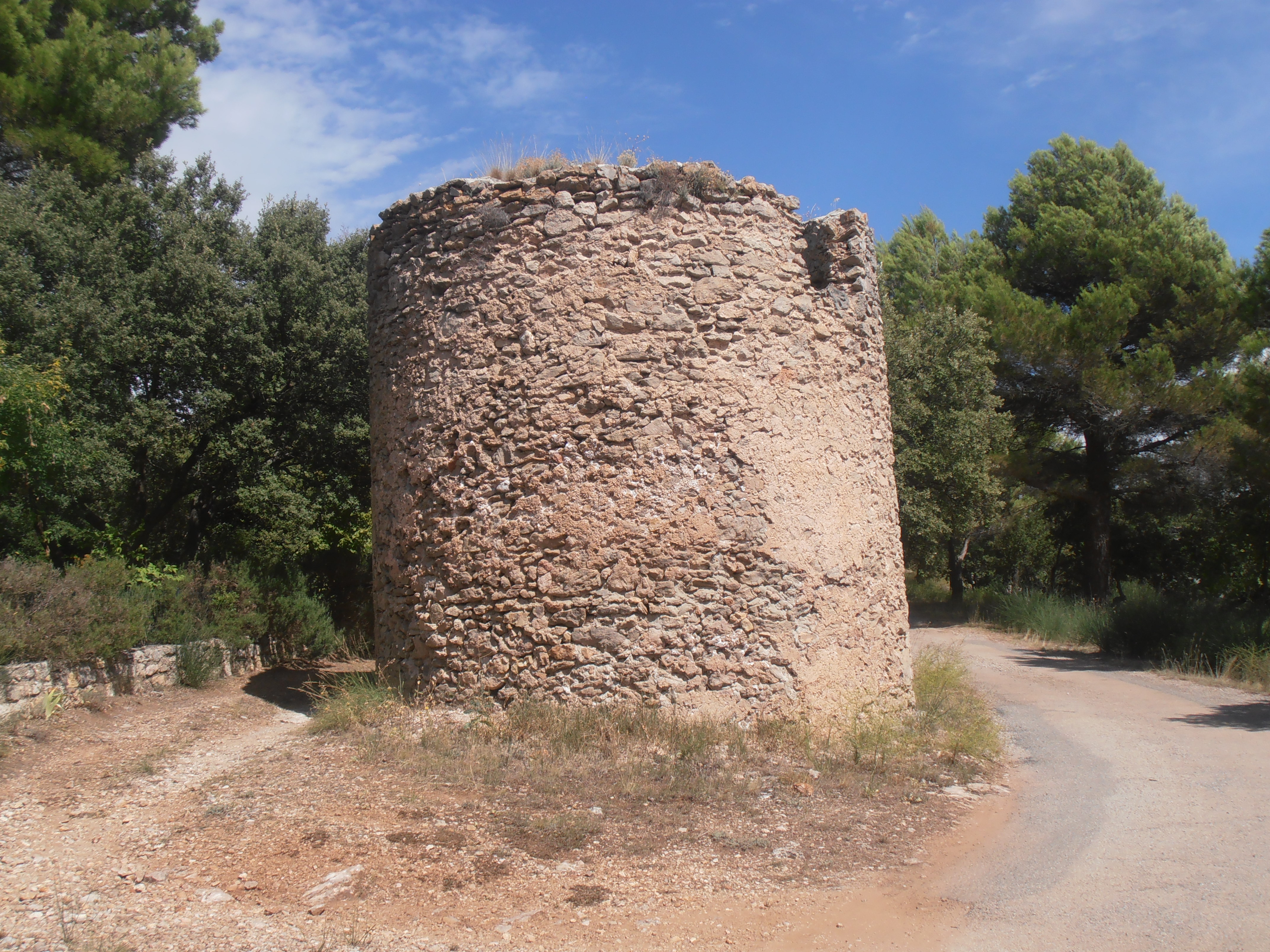
Ancien moulin.

La faune, la flore et les paysages
- 81 taxons terminaux (espèces et infra-espèces) ont été recensés sur la commune de Moissac-Bellevue[141]
- La commune bénéficie des espaces protégés et gérés par le parc naturel régional du Verdon[142].
- Les ZNIEFF : zones naturelles d'intérêt écologique, faunistique et floristique continentales sur la commune : La plaine de Moissac-Bellevue[143] et la forêt de Pélenc[144].
- La plaine[145] :
  - Le Circaetus.
  - Le Ciste cotonneux (Cistus albidus).
  - Le grillon provençal (Gryllus bimaculatus).

## Personnalités liées à la commune
- Jean Louis Hyacinthe d'Hesmivy (1684-1740), seigneur de Moissac, est co-auteur de l'Histoire du Parlement de Provence[146] (une grande partie du livre a été rédigée dans le château de Moissac et le manuscrit est conservé à la bibliothèque Méjanes d'Aix-en-Provence)[147] ;
- Jean Louis Honoré d'Hesmivy (1719-1769)[148], seigneur de Moissac et fils du précédent, est conseiller au Parlement de Provence puis intendant à la Guadeloupe où il décède[149],[150] ;
- Louis de Bresc (1834-1911) est un avocat, homme politique et érudit, auteur de l'Armorial des communes de Provence et maire de Moissac sous le Second Empire[151] ;
- Elvire Jan (1904-1996), est une artiste peintre qui a séjourné régulièrement dans la commune où elle a partagé une maison avec Camille Bourniquel ; elle est inhumée dans le cimetière du village[152],[153] ;
- Alfred Manessier (1911-1993) est un artiste peintre dont les toiles Colline à Moissac (1958) et La Montée à Moissac (1959), toutes deux exposées à la Galerie de France dès 1959, rendent hommage au village où il a passé des vacances estivales chez Elvire Jan et Camille Bourniquel[154],[155] ;
- Camille Bourniquel (1918-2013) est un poète, romancier et peintre qui a séjourné régulièrement dans la commune où il a partagé une maison avec Elvire Jan ; il est inhumé dans le cimetière du village[156],[157].